# Bahnstrecke Frankfurt–Göttingen
| Intercity-Express bei der Fahrt über die Main-Neckar-Brücke | |                                                            |                                                            |
| Streckennummer (DB): | 3600 3680 (Frankfurt-Schlachthof–Hanau) 3677 (drittes Gleis Wolfgang–Hailer-Meerholz) 3826 (Schlüchtern Ziegenberg–Elm) 3825 (Flieden–Elm) 3828 (drittes Gleis Fulda Bronnzell–Fulda) |                                                            |                                                            |
| Kursbuchstrecke (DB): | 610, 615, 540.1, 611, 613 |                                                            |                                                            |
| Kursbuchstrecke: | 170 (Frankfurt (Main) Hbf – Bebra 1934) 171c (Bronnzell – Fulda 1934) 171n (Fulda – Götzenhof 1934) 179 (Bebra – Göttingen 1934) 180 (Eichenberg – Göttingen 1934) 192 (Frankfurt (M) Hbf – Bebra 1946) 416 (Frankfurt (Main) Hbf – Hanau Hbf 1946) 317d, 317k (Offenbach Hbf – Offenbach Ost 1946) 416g (Schlüchtern – Elm 1946) 192p (Bronzell – Fulda 1946) 192q (Fulda – Götzenhof 1946) 202 (Bebra – Göttingen 1946) |                                                            |                                                            |
| Streckenlänge: | 240 km |                                                            |                                                            |
| Spurweite: | 1435 mm (Normalspur) |                                                            |                                                            |
| Streckenklasse: | D4 |                                                            |                                                            |
| Stromsystem: | 15 kV 16,7 Hz ~ |                                                            |                                                            |
| Streckengeschwindigkeit: | 200 km/h |                                                            |                                                            |
| Streckengeschwindigkeit mit Neigetechnik: | 200 km/h |                                                            |                                                            |
| Zugbeeinflussung: | PZB ZUB 262 (Haitz-Höchst–Flieden) |                                                            |                                                            |
| Zweigleisigkeit: | durchgehend |                                                            |                                                            |
| | |                                                            |                                                            |
| \| \| \| von Frankfurt (Main) Süd (S-Bahn) \| \| \| \| \| Frankfurt (Main) Hbf tief (seit 1978) \| \| \| \| 0,000 \| Frankfurt (Main) Hbf (seit 1888) \| Frankfurt (Main) Hbf (seit 1888) \| \| \| \| Homburger Bahn nach Frankfurt West \| \| \| \| \| Main-Lahn-Bahn nach Frankfurt-Höchst \| \| \| \| \| Mainbahn nach Mainz \| \| \| \| \| Main-Weser-Bahn nach Gießen \| \| \| \| \| Taunusbahn nach Frankfurt-Höchst \| \| \| \| \| Güterstrecke von Frankfurt Hgbf \| \| \| \| 1,654 \| Main-Neckar-Brücke (Abzw) \| Main-Neckar-Brücke (Abzw) \| \| \| 1,803 \| Main-Neckar-Brücke \| Main-Neckar-Brücke \| \| \| \| nach/von Heidelberg \| \| \| \| \| von Frankfurt (Main) Louisa \| \| \| \| \| von Darmstadt Hbf (S-Bahn) \| \| \| \| \| ehem. Trasse der Strecke Ff(M)–Heidelberg \| \| \| \| \| Frankfurt Stresemannallee \| \| \| \| 3,100 \| Frankf. (M) Süd Abstellbahnhof (Bft) \| Frankf. (M) Süd Abstellbahnhof (Bft) \| \| \| \| Tunnel Frankfurt Stresemannallee (213 m) \| \| \| \| \| von Frankfurt Stadion \| \| \| \| 4,407 \| Frankfurt (Main) Süd (ehem. Bebraer Bf) \| Frankfurt (Main) Süd (ehem. Bebraer Bf) \| \| \| \| nach Frankfurt (Main) Hbf (tief) (S-Bahn) \| \| \| \| \| nach Hanau (nordmainisch) \| \| \| \| \| von Frankfurt (Main) Schlachthof (S-Bahn) \| \| \| \| \| Frankfurt Mühlberg \| \| \| \| \| \| \| \| \| \| Lokalbahn von Frankfurt-Sachsenhausen \| \| \| \| 7,300 \| Frankfurt-Oberrad (S-Bahn in Diskussion) \| Frankfurt-Oberrad (S-Bahn in Diskussion) \| \| \| \| nach Offenbach Lokalbahnhof \| \| \| \| \| nach Offenbach Marktplatz (S-Bahn) \| \| \| \| 10,055 \| Offenbach (Main) Hbf \| Offenbach (Main) Hbf \| \| \| 10,968 \| Offenbach (Main) Hbf Mitte (Bft) \| Offenbach (Main) Hbf Mitte (Bft) \| \| \| \| von Offenbach Marktplatz (S-Bahn) \| \| \| \| 11,700 \| Offenbach (Main) Ost \| Offenbach (Main) Ost \| \| \| \| Offenbacher Industriebahn \| \| \| \| \| nach Offenbach-Bieber (S-Bahn) \| \| \| \| \| Offenbacher Hafenbahn \| \| \| \| 12,900 \| Offenbach (Main) Gbf \| Offenbach (Main) Gbf \| \| \| 16,000 \| Mühlheim (Main) (Hp Üst) \| Mühlheim (Main) (Hp Üst) \| \| \| 16,776 \| Mühlheim Ost (Üst) \| Mühlheim Ost (Üst) \| \| \| \| Mühlheim-Dietesheim (Hp Üst) \| \| \| \| \| (Überwerfungsbauwerk) \| \| \| \| 21,100 \| Hanau-Steinheim \| Hanau-Steinheim \| \| \| 21,424 \| Steinheimer Mainbrücke \| Steinheimer Mainbrücke \| \| \| 21,761 \| Hanau Mainbrücke (Bft) \| Hanau Mainbrücke (Bft) \| \| \| \| von Frankfurt (Main) Süd (nordmainisch) \| \| \| \| \| geplante Nordmainische S-Bahn \| \| \| \| 22,974 \| Hanau Südseite/Hanau Nordseite \| Hanau Südseite/Hanau Nordseite \| \| \| \| Hafenbahn Hanau \| \| \| \| \| nach Eberbach \| \| \| \| \| nach Aschaffenburg \| \| \| \| \| von Großkrotzenburg \| \| \| \| 0,000 00,000 \| Hanau Rauschwald (Abzw) \| Hanau Rauschwald (Abzw) \| \| \| \| nach Friedberg \| \| \| \| 1,798 25,284 \| Wolfgang (Kr Hanau) \| Wolfgang (Kr Hanau) \| \| \| 30,145 \| Rodenbach (b Hanau) \| Rodenbach (b Hanau) \| \| \| 33,860 \| Langenselbold \| Langenselbold \| \| \| \| Hasselbach \| \| \| \| 37,900 \| Niedermittlau \| Niedermittlau \| \| \| 41,206 \| Hailer-Meerholz \| Hailer-Meerholz \| \| \| \| von Gießen \| \| \| \| 44,092 \| Gelnhausen \| Gelnhausen \| \| \| \| Kinzig \| \| \| \| 47,179 \| Haitz-Höchst \| Haitz-Höchst \| \| \| \| \| \| \| \| \| \| \| \| \| 48,20948,210 \| Fehllänge 1 m \| Fehllänge 1 m \| \| \| \| \| \| \| \| 50,434 \| Wirtheim \| Wirtheim \| \| \| \| nach Kalbach (geplant) \| \| \| \| \| Schmalspurbahn von Bad Orb \| \| \| \| 54,791 \| Wächtersbach \| Wächtersbach \| \| \| \| nach Birstein \| \| \| \| 59,200 \| Kinzig \| Kinzig \| \| \| \| \| \| \| \| 59,35059,351 \| Fehllänge 0,8 m \| Fehllänge 0,8 m \| \| \| \| \| \| \| \| 61,352 \| Bad Soden-Salmünster \| Bad Soden-Salmünster \| \| \| \| Kinzig \| \| \| \| \| \| \| \| \| 65,4+15065,5+049 \| Überlänge 1 m \| Überlänge 1 m \| \| \| \| \| \| \| \| 68,052 \| Steinau (Straße) \| Steinau (Straße) \| \| \| \| Gelnhausen–Kalbach (geplant) \| \| \| \| \| \| \| \| \| 71,20671,214 \| Fehllänge 7,6 m \| Fehllänge 7,6 m \| \| \| \| \| \| \| \| 74,345 \| Schlüchtern \| Schlüchtern \| \| \| \| nach Schlüchtern Nord (Kurve, geplant)[1] \| \| \| \| \| Kalbach–Gelnhausen (geplant) \| \| \| \| 76,890 \| Schlüchtern Ziegenberg (Abzw) \| Schlüchtern Ziegenberg (Abzw) \| \| \| \| \| \| \| \| \| Gelnhausen–Kalbach (geplant) \| \| \| \| \| Schlüchterner Tunnel (3995 m / 3576 m) \| \| \| \| \| von Gemünden \| \| \| \| 82,100 00,000 \| Elm (ehem. Pbf) \| Elm (ehem. Pbf) \| \| \| \| (Trasse der Spitzkehre bis 1914) \| \| \| \| \| Kalbach–Gelnhausen (geplant) \| \| \| \| 86,700 00,000 \| Distelrasen (Flieden-Fuldaische Höfe) \| Distelrasen (Flieden-Fuldaische Höfe) \| \| \| 82,000 \| Katzenberg (Üst) \| Katzenberg (Üst) \| \| \| 82,8+32082,6+070 \| Überlänge 50 m \| Überlänge 50 m \| \| \| \| (höhenfrei) \| \| \| \| \| \| \| \| \| 85,24092,193 \| Flieden (Fehllänge 6 953 m) \| Flieden (Fehllänge 6 953 m) \| \| \| \| \| \| \| \| 93,300 \| Fliede \| Fliede \| \| \| 96,300 \| Fliede \| Fliede \| \| \| 97,152 \| Neuhof (Kr Fulda) \| Neuhof (Kr Fulda) \| \| \| \| vom Kalibergwerk Neuhof-Ellers \| \| \| \| \| \| \| \| \| 98,53598,600 \| Fehllänge 64,4 m \| Fehllänge 64,4 m \| \| \| \| \| \| \| \| 99,670 \| Neuhof Nord \| Neuhof Nord \| \| \| 98,300 \| Fliede \| Fliede \| \| \| \| Würzburg–Hannover (Schnellfahrstrecke) \| \| \| \| \| Döllbach \| \| \| \| 102,600 \| Kerzell \| Kerzell \| \| \| 101,000 \| Fliede \| Fliede \| \| \| 103,000 \| Fliede \| Fliede \| \| \| \| \| \| \| \| 103,800103,801 \| Fehllänge 1 m \| Fehllänge 1 m \| \| \| \| \| \| \| \| 104,200 \| Fliede \| Fliede \| \| \| 105,000 \| Fulda \| Fulda \| \| \| \| von Würzburg (Schnellfahrstrecke, höhenfrei) \| \| \| \| 105,655 \| von Gersfeld \| von Gersfeld \| \| \| 106,364 \| Fulda Bronnzell (Bft, ehem. Pbf) \| Fulda Bronnzell (Bft, ehem. Pbf) \| \| \| 106,578 \| Strecke 3828 \| Strecke 3828 \| \| \| \| nach Fulda (Richtungsbetrieb) \| \| \| \| \| (Überwerfungsbauwerk) \| \| \| \| 108,200 \| Fulda Gbf (W 123) (Bft) \| Fulda Gbf (W 123) (Bft) \| \| \| 108,861 \| Fulda Gbf (Bft) \| Fulda Gbf (Bft) \| \| \| \| von Fulda Bronnzell (Richtungsbetrieb) \| \| \| \| 110,567 \| Fulda \| Fulda \| \| \| \| nach Gießen \| \| \| \| \| nach Fulda SFS Nord (Richtungsbetrieb) \| \| \| \| \| von Fulda (Richtungsbetrieb) \| \| \| \| 112,100 \| Fulda SFS Nord (Bft) \| Fulda SFS Nord (Bft) \| \| \| \| nach Hannover (Schnellfahrstrecke, höhenfrei) \| \| \| \| 115,168 \| Götzenhof \| Götzenhof \| \| \| \| nach Wüstensachsen \| \| \| \| 117,200 \| Steinau (Kr Fulda) \| Steinau (Kr Fulda) \| \| \| 120,340 \| Marbach (Kr Fulda) \| Marbach (Kr Fulda) \| \| \| 127,131 \| Hünfeld \| Hünfeld \| \| \| \| nach Wenigentaft-Mansbach \| \| \| \| 131,185 \| Burghaun (Kr Hünfeld) \| Burghaun (Kr Hünfeld) \| \| \| \| Burghauner Tunnel (238 m) \| \| \| \| 140,104 \| Haunetal-Neukirchen \| Haunetal-Neukirchen \| \| \| 148,004 \| Oberhaun \| Oberhaun \| \| \| \| Wildeck-Hönebach–Langenschwarz (geplant) \| \| \| \| \| Fulda \| \| \| \| \| von Langenschwarz (geplant) \| \| \| \| \| von Niederaula \| \| \| \| 153,179 \| Bad Hersfeld \| Bad Hersfeld \| \| \| \| nach Wildeck-Hönebach (geplant) \| \| \| \| \| Hersfelder Kreisbahn \| \| \| \| 156,840 \| Ludwigsau-Friedlos \| Ludwigsau-Friedlos \| \| \| 160,115 \| Mecklar \| Mecklar \| \| \| \| Fulda \| \| \| \| 163,477 \| Bebra-Blankenheim \| Bebra-Blankenheim \| \| \| \| nach Bebra Rbf \| \| \| \| \| nach Faßdorf \| \| \| \| 164,245 \| Lämmerberg \| Lämmerberg \| \| \| \| nach Bebra Rbf \| \| \| \| \| von Halle \| \| \| \| \| von Bebra Rbf \| \| \| \| 166,552 \| Bebra \| Bebra \| \| \| 167,400 \| Bebra Pbf/Rbf Ül \| Bebra Pbf/Rbf Ül \| \| \| \| nach Baunatal-Guntershausen \| \| \| \| 170,610 \| Bebra Berg (Üst)[2] \| Bebra Berg (Üst)[2] \| \| \| 171,620 \| Bebra Mitte (Üst)[2] \| Bebra Mitte (Üst)[2] \| \| \| 174,550 \| ehem. Braunhäuser Tunnel (293 m, bis 1963) \| ehem. Braunhäuser Tunnel (293 m, bis 1963) \| \| \| 175,500 \| Asmushausen \| Asmushausen \| \| \| 177,445 \| Bebra Tunnel Üst \| Bebra Tunnel Üst \| \| \| \| Cornberger Tunnel (719 m) \| \| \| \| 178,844 \| Cornberg (ehem. Pbf) \| Cornberg (ehem. Pbf) \| \| \| 182,700 \| Berneburg \| Berneburg \| \| \| \| Sontra \| \| \| \| \| vom Gewerbegebiet Sontra-Brodberg \| \| \| \| 186,665 \| Sontra \| Sontra \| \| \| \| Sontra \| \| \| \| 193,744 \| Hoheneiche (ehem. Pbf) \| Hoheneiche (ehem. Pbf) \| \| \| \| Sontra \| \| \| \| \| Wehre \| \| \| \| \| \| \| \| \| 197,070 \| Wehretal-Reichensachsen (wieder seit 2003) \| Wehretal-Reichensachsen (wieder seit 2003) \| \| \| \| \| \| \| \| \| von Treysa (Überwerfungsbauwerk) \| \| \| \| 200,760 \| Eschwege-Stegmühle (Bft Abzw) \| Eschwege-Stegmühle (Bft Abzw) \| \| \| 201,563 \| Eschwege West (Keilbahnhof, bis 2009 Pbf) \| Eschwege West (Keilbahnhof, bis 2009 Pbf) \| \| \| \| \| \| \| \| \| nach Eschwege Stadt (ehem. Leinefelde, von dort seit 2009) \| \| \| \| \| \| \| \| \| 202,214 \| Eschwege-Wehre (Bft Abzw) \| Eschwege-Wehre (Bft Abzw) \| \| \| 205,500 \| Albungen \| Albungen \| \| \| 212,526 \| Bad Sooden-Allendorf \| Bad Sooden-Allendorf \| \| \| 218,300 \| Oberrieden \| Oberrieden \| \| \| \| Schürzeberg-Tunnel (173 m) \| \| \| \| \| Werra \| \| \| \| 220,800 \| Werleshausen \| Werleshausen \| \| \| 221,500 \| Werleshausen Bebenroth (Üst) \| Werleshausen Bebenroth (Üst) \| \| \| \| Bebenroth-Tunnel (930 m / 1030 m) \| \| \| \| \| von Velmeden \| \| \| \| \| von Hann Münden \| \| \| \| 227,320 \| Eichenberg \| 231 m \| \| \| \| \| \| \| \| \| Eichenberg Ostkopf (Bft) nach und von Halle \| \| \| \| \| \| \| \| \| 228,420 \| Eichenberg Nordkopf (Bft) \| Eichenberg Nordkopf (Bft) \| \| \| \| Landesgrenze Hessen–Niedersachsen \| \| \| \| \| von Arenshausen (bis 1884) \| \| \| \| 233,441 \| Friedland (Han) \| Friedland (Han) \| \| \| 238,018 \| Obernjesa (bis Mai 1990 Pbf) \| Obernjesa (bis Mai 1990 Pbf) \| \| \| 242,421 \| Rosdorf (ehem. Pbf) \| Rosdorf (ehem. Pbf) \| \| \| \| Trasse bis 1922 \| \| \| \| 244,868 \| Grone (Abzw) \| Grone (Abzw) \| \| \| \| Schnellfahrstrecke von Würzburg \| \| \| \| \| Hannöversche Südbahn von Kassel \| \| \| \| \| Leine \| \| \| \| \| \| \| \| \| \| von Duderstadt (Schmalspur) \| \| \| \| 247,705 \| Göttingen \| Göttingen \| \| \| \| nach Bodenfelde \| \| \| \| \| Schnellfahrstrecke nach Hannover \| \| \| \| \| nach Hannover (Hannöversche Südbahn) \| \| \| \| \| \| \| \| Quellen: [3][4][5][6] \| \| \| \| | |                                                            |                                                            |
| | | von Frankfurt (Main) Süd (S-Bahn)                          |                                                            |
| S-Bahnhof (im Tunnel) | | Frankfurt (Main) Hbf tief (seit 1978)                      | Frankfurt (Main) Hbf tief (seit 1978)                      |
| Tunnelende · Kopfbahnhof Streckenanfang · Kopfbahnhof Streckenanfang · Kopfbahnhof Streckenanfang | 0,000 | Frankfurt (Main) Hbf (seit 1888)                           | Frankfurt (Main) Hbf (seit 1888)                           |
| Abzweig geradeaus und nach rechts · Strecke · Strecke · Strecke | | Homburger Bahn nach Frankfurt West                         | Homburger Bahn nach Frankfurt West                         |
| Strecke nach rechts · Strecke · Strecke · Strecke | | Main-Lahn-Bahn nach Frankfurt-Höchst                       | Main-Lahn-Bahn nach Frankfurt-Höchst                       |
| Strecke quer · Strecke nach rechts · Strecke · Strecke | | Mainbahn nach Mainz                                        | Mainbahn nach Mainz                                        |
| Strecke quer · Abzweig quer und von links · Abzweig geradeaus und nach rechts · Strecke | | Main-Weser-Bahn nach Gießen                                | Main-Weser-Bahn nach Gießen                                |
| Strecke quer · Kreuzung geradeaus oben · Kreuzung geradeaus oben · Strecke nach rechts | | Taunusbahn nach Frankfurt-Höchst                           | Taunusbahn nach Frankfurt-Höchst                           |
| Strecke von rechts · Strecke · Strecke | | Güterstrecke von Frankfurt Hgbf                            | Güterstrecke von Frankfurt Hgbf                            |
| Verschwenkung nach links · Verschwenkung nach rechts · Verschwenkung nach rechts | 1,654 | Main-Neckar-Brücke (Abzw)                                  | Main-Neckar-Brücke (Abzw)                                  |
| Brücke über Wasserlauf · Brücke über Wasserlauf | 1,803 | Main-Neckar-Brücke                                         | Main-Neckar-Brücke                                         |
| Abzweig quer und nach rechts · Abzweig geradeaus und von rechts | | nach/von Heidelberg                                        | nach/von Heidelberg                                        |
| Abzweig geradeaus und von rechts | | von Frankfurt (Main) Louisa                                | von Frankfurt (Main) Louisa                                |
| Strecke von rechts · Strecke | | von Darmstadt Hbf (S-Bahn)                                 | von Darmstadt Hbf (S-Bahn)                                 |
| Kreuzung (Querstrecke außer Betrieb) · Kreuzung (Querstrecke außer Betrieb) · Strecke quer (außer Betrieb) | | ehem. Trasse der Strecke Ff(M)–Heidelberg                  | ehem. Trasse der Strecke Ff(M)–Heidelberg                  |
| S-Bahn-Halt · Strecke | | Frankfurt Stresemannallee                                  | Frankfurt Stresemannallee                                  |
| Tunnelanfang · Dienststation / Betriebs- oder Güterbahnhof | 3,100 | Frankf. (M) Süd Abstellbahnhof (Bft)                       | Frankf. (M) Süd Abstellbahnhof (Bft)                       |
| Strecke nach links (im Tunnel) · Kreuzung mit Tunnelstrecke · Strecke von rechts (im Tunnel) | | Tunnel Frankfurt Stresemannallee (213 m)                   | Tunnel Frankfurt Stresemannallee (213 m)                   |
| Abzweig geradeaus und von rechts · Tunnelende | | von Frankfurt Stadion                                      | von Frankfurt Stadion                                      |
| Bahnhof · S-Bahnhof | 4,407 | Frankfurt (Main) Süd (ehem. Bebraer Bf)                    | Frankfurt (Main) Süd (ehem. Bebraer Bf)                    |
| Strecke · Strecke nach links und Tunnelanfang | | nach Frankfurt (Main) Hbf (tief) (S-Bahn)                  | nach Frankfurt (Main) Hbf (tief) (S-Bahn)                  |
| Abzweig geradeaus und nach links | | nach Hanau (nordmainisch)                                  | nach Hanau (nordmainisch)                                  |
| Strecke von links (im Tunnel) · Kreuzung mit Tunnelstrecke · Strecke quer (im Tunnel) | | von Frankfurt (Main) Schlachthof (S-Bahn)                  | von Frankfurt (Main) Schlachthof (S-Bahn)                  |
| S-Bahnhof (im Tunnel) · Strecke | | Frankfurt Mühlberg                                         | Frankfurt Mühlberg                                         |
| Strecke nach links (im Tunnel) · Kreuzung mit Tunnelstrecke · Strecke von rechts und Tunnelende | |                                                            |                                                            |
| Strecke · Abzweig geradeaus und ehemals von links | | Lokalbahn von Frankfurt-Sachsenhausen                      | Lokalbahn von Frankfurt-Sachsenhausen                      |
| ehemaliger Bahnhof · ehemaliger S-Bahn-Halt | 7,300 | Frankfurt-Oberrad (S-Bahn in Diskussion)                   | Frankfurt-Oberrad (S-Bahn in Diskussion)                   |
| Strecke · Abzweig geradeaus und ehemals nach links | | nach Offenbach Lokalbahnhof                                | nach Offenbach Lokalbahnhof                                |
| Strecke · Strecke nach links und Tunnelanfang | | nach Offenbach Marktplatz (S-Bahn)                         | nach Offenbach Marktplatz (S-Bahn)                         |
| Kopfbahnhof Streckenanfang · Bahnhof | 10,055 | Offenbach (Main) Hbf                                       | Offenbach (Main) Hbf                                       |
| Dienststation / Betriebs- oder Güterbahnhof · Dienststation / Betriebs- oder Güterbahnhof | 10,968 | Offenbach (Main) Hbf Mitte (Bft)                           | Offenbach (Main) Hbf Mitte (Bft)                           |
| Abzweig geradeaus und von links · Kreuzung mit Tunnelstrecke · Strecke quer (im Tunnel) | | von Offenbach Marktplatz (S-Bahn)                          | von Offenbach Marktplatz (S-Bahn)                          |
| S-Bahnhof · ehemaliger Bahnhof | 11,700 | Offenbach (Main) Ost                                       | Offenbach (Main) Ost                                       |
| Abzweig geradeaus und ehemals nach rechts · Strecke | | Offenbacher Industriebahn                                  | Offenbacher Industriebahn                                  |
| Abzweig geradeaus und nach rechts · Strecke | | nach Offenbach-Bieber (S-Bahn)                             | nach Offenbach-Bieber (S-Bahn)                             |
| Strecke · Abzweig geradeaus und ehemals von links | | Offenbacher Hafenbahn                                      | Offenbacher Hafenbahn                                      |
| Strecke · Dienststation / Betriebs- oder Güterbahnhof | 12,900 | Offenbach (Main) Gbf                                       | Offenbach (Main) Gbf                                       |
| S-Bahn-Halt · ehemaliger Bahnhof | 16,000 | Mühlheim (Main) (Hp Üst)                                   | Mühlheim (Main) (Hp Üst)                                   |
| Strecke · Überleitstelle / Spurwechsel | 16,776 | Mühlheim Ost (Üst)                                         | Mühlheim Ost (Üst)                                         |
| S-Bahn-Halt · Strecke | | Mühlheim-Dietesheim (Hp Üst)                               | Mühlheim-Dietesheim (Hp Üst)                               |
| Strecke nach links · Kreuzung geradeaus oben · Strecke von rechts | | (Überwerfungsbauwerk)                                      | (Überwerfungsbauwerk)                                      |
| ehemaliger Bahnhof · S-Bahn-Halt | 21,100 | Hanau-Steinheim                                            | Hanau-Steinheim                                            |
| Brücke über Wasserlauf · Brücke über Wasserlauf | 21,424 | Steinheimer Mainbrücke                                     | Steinheimer Mainbrücke                                     |
| Strecke von links · Abzweig geradeaus und nach rechts · Strecke | 21,761 | Hanau Mainbrücke (Bft)                                     | Hanau Mainbrücke (Bft)                                     |
| Abzweig geradeaus und von links · Kreuzung geradeaus oben · Kreuzung geradeaus oben | | von Frankfurt (Main) Süd (nordmainisch)                    | von Frankfurt (Main) Süd (nordmainisch)                    |
| Strecke · Strecke · Abzweig geradeaus und ehemals von links | | geplante Nordmainische S-Bahn                              | geplante Nordmainische S-Bahn                              |
| Bahnhof · Bahnhof · S-Kopfbahnhof Streckenende | 22,974 | Hanau Südseite/Hanau Nordseite                             | Hanau Südseite/Hanau Nordseite                             |
| Abzweig geradeaus und nach rechts · Strecke | | Hafenbahn Hanau                                            | Hafenbahn Hanau                                            |
| Abzweig geradeaus und nach rechts · Strecke | | nach Eberbach                                              | nach Eberbach                                              |
| Abzweig geradeaus und nach rechts · Strecke | | nach Aschaffenburg                                         | nach Aschaffenburg                                         |
| Abzweig geradeaus und von rechts · Strecke | | von Großkrotzenburg                                        | von Großkrotzenburg                                        |
| Blockstelle · Strecke | 0,000 00,000 | Hanau Rauschwald (Abzw)                                    | Hanau Rauschwald (Abzw)                                    |
| Abzweig geradeaus und nach links · Kreuzung geradeaus unten | | nach Friedberg                                             | nach Friedberg                                             |
| Bahnhof · Bahnhof | 1,798 25,284 | Wolfgang (Kr Hanau)                                        | Wolfgang (Kr Hanau)                                        |
| Haltepunkt / Haltestelle · Haltepunkt / Haltestelle | 30,145 | Rodenbach (b Hanau)                                        | Rodenbach (b Hanau)                                        |
| Bahnhof · Bahnhof | 33,860 | Langenselbold                                              | Langenselbold                                              |
| Brücke über Wasserlauf · Brücke über Wasserlauf | | Hasselbach                                                 | Hasselbach                                                 |
| Haltepunkt / Haltestelle · Haltepunkt / Haltestelle | 37,900 | Niedermittlau                                              | Niedermittlau                                              |
| Kopfbahnhof Strecke ab hier außer Betrieb · Bahnhof | 41,206 | Hailer-Meerholz                                            | Hailer-Meerholz                                            |
| Strecke (außer Betrieb) · Abzweig geradeaus und von links | | von Gießen                                                 | von Gießen                                                 |
| Strecke (außer Betrieb) · Bahnhof | 44,092 | Gelnhausen                                                 | Gelnhausen                                                 |
| Brücke über Wasserlauf (Strecke außer Betrieb) · Brücke über Wasserlauf | | Kinzig                                                     | Kinzig                                                     |
| Strecke (außer Betrieb) · Haltepunkt / Haltestelle | 47,179 | Haitz-Höchst                                               | Haitz-Höchst                                               |
| Strecke nach links (außer Betrieb) · Kreuzung geradeaus unten (Querstrecke außer Betrieb) · Strecke von rechts (außer Betrieb) | |                                                            |                                                            |
| | |                                                            |                                                            |
| Kilometer-Wechsel · Strecke (außer Betrieb) | 48,20948,210 | Fehllänge 1 m                                              | Fehllänge 1 m                                              |
| | |                                                            |                                                            |
| Bahnhof · Strecke (außer Betrieb) | 50,434 | Wirtheim                                                   | Wirtheim                                                   |
| Kreuzung geradeaus unten (Querstrecke außer Betrieb) · Strecke nach rechts (außer Betrieb) | | nach Kalbach (geplant)                                     | nach Kalbach (geplant)                                     |
| Abzweig geradeaus und von rechts | | Schmalspurbahn von Bad Orb                                 | Schmalspurbahn von Bad Orb                                 |
| Bahnhof | 54,791 | Wächtersbach                                               | Wächtersbach                                               |
| Abzweig geradeaus und ehemals nach links | | nach Birstein                                              | nach Birstein                                              |
| Brücke über Wasserlauf | 59,200 | Kinzig                                                     | Kinzig                                                     |
| | |                                                            |                                                            |
| Kilometer-Wechsel | 59,35059,351 | Fehllänge 0,8 m                                            | Fehllänge 0,8 m                                            |
| | |                                                            |                                                            |
| Bahnhof | 61,352 | Bad Soden-Salmünster                                       | Bad Soden-Salmünster                                       |
| Brücke über Wasserlauf | | Kinzig                                                     | Kinzig                                                     |
| | |                                                            |                                                            |
| Kilometer-Wechsel | 65,4+15065,5+049 | Überlänge 1 m                                              | Überlänge 1 m                                              |
| | |                                                            |                                                            |
| Bahnhof | 68,052 | Steinau (Straße)                                           | Steinau (Straße)                                           |
| Kreuzung mit Tunnelstrecke (Querstrecke außer Betrieb) | | Gelnhausen–Kalbach (geplant)                               | Gelnhausen–Kalbach (geplant)                               |
| | |                                                            |                                                            |
| Kilometer-Wechsel | 71,20671,214 | Fehllänge 7,6 m                                            | Fehllänge 7,6 m                                            |
| | |                                                            |                                                            |
| Bahnhof | 74,345 | Schlüchtern                                                | Schlüchtern                                                |
| Strecke von links (außer Betrieb) · Abzweig geradeaus und ehemals nach rechts | | nach Schlüchtern Nord (Kurve, geplant)                     | nach Schlüchtern Nord (Kurve, geplant)                     |
| Abzweig quer und nach rechts (Strecke außer Betrieb) · Kreuzung Streckenanfang und quer (Querstrecke außer Betrieb) (im Tunnel) | | Kalbach–Gelnhausen (geplant)                               | Kalbach–Gelnhausen (geplant)                               |
| Blockstelle | 76,890 | Schlüchtern Ziegenberg (Abzw)                              | Schlüchtern Ziegenberg (Abzw)                              |
| Abzweig geradeaus und nach links · Strecke von rechts | |                                                            |                                                            |
| Kreuzung mit Tunnelstrecke (Querstrecke außer Betrieb) · Strecke | | Gelnhausen–Kalbach (geplant)                               | Gelnhausen–Kalbach (geplant)                               |
| Strecke · Tunnelanfang | | Schlüchterner Tunnel (3995 m / 3576 m)                     | Schlüchterner Tunnel (3995 m / 3576 m)                     |
| Strecke von rechts · Strecke · Strecke (im Tunnel) | | von Gemünden                                               | von Gemünden                                               |
| Dienststation / Betriebs- oder Güterbahnhof · Strecke · Strecke (im Tunnel) | 82,100 00,000 | Elm (ehem. Pbf)                                            | Elm (ehem. Pbf)                                            |
| Strecke nach links · Abzweig nach rechts und von rechts · Strecke (im Tunnel) | | (Trasse der Spitzkehre bis 1914)                           | (Trasse der Spitzkehre bis 1914)                           |
| Kreuzung mit Tunnelstrecke (Querstrecke außer Betrieb) · Strecke (im Tunnel) | | Kalbach–Gelnhausen (geplant)                               | Kalbach–Gelnhausen (geplant)                               |
| ehemaliger Bahnhof · Tunnelende | 86,700 00,000 | Distelrasen (Flieden-Fuldaische Höfe)                      | Distelrasen (Flieden-Fuldaische Höfe)                      |
| Strecke · Überleitstelle / Spurwechsel | 82,000 | Katzenberg (Üst)                                           | Katzenberg (Üst)                                           |
| Strecke · Kilometer-Wechsel | 82,8+32082,6+070 | Überlänge 50 m                                             | Überlänge 50 m                                             |
| Abzweig geradeaus und von links · Strecke nach rechts | | (höhenfrei)                                                | (höhenfrei)                                                |
| | |                                                            |                                                            |
| Bahnhof | 85,24092,193 | Flieden (Fehllänge 6 953 m)                                | Flieden (Fehllänge 6 953 m)                                |
| | |                                                            |                                                            |
| Brücke über Wasserlauf | 93,300 | Fliede                                                     | Fliede                                                     |
| Brücke über Wasserlauf | 96,300 | Fliede                                                     | Fliede                                                     |
| Bahnhof | 97,152 | Neuhof (Kr Fulda)                                          | Neuhof (Kr Fulda)                                          |
| Abzweig geradeaus und von links | | vom Kalibergwerk Neuhof-Ellers                             | vom Kalibergwerk Neuhof-Ellers                             |
| | |                                                            |                                                            |
| Kilometer-Wechsel | 98,53598,600 | Fehllänge 64,4 m                                           | Fehllänge 64,4 m                                           |
| | |                                                            |                                                            |
| Dienststation / Betriebs- oder Güterbahnhof | 99,670 | Neuhof Nord                                                | Neuhof Nord                                                |
| Brücke über Wasserlauf | 98,300 | Fliede                                                     | Fliede                                                     |
| Kreuzung geradeaus unten | | Würzburg–Hannover (Schnellfahrstrecke)                     | Würzburg–Hannover (Schnellfahrstrecke)                     |
| Brücke über Wasserlauf | | Döllbach                                                   | Döllbach                                                   |
| ehemaliger Bahnhof | 102,600 | Kerzell                                                    | Kerzell                                                    |
| Brücke über Wasserlauf | 101,000 | Fliede                                                     | Fliede                                                     |
| Brücke über Wasserlauf | 103,000 | Fliede                                                     | Fliede                                                     |
| | |                                                            |                                                            |
| Kilometer-Wechsel | 103,800103,801 | Fehllänge 1 m                                              | Fehllänge 1 m                                              |
| | |                                                            |                                                            |
| Brücke über Wasserlauf | 104,200 | Fliede                                                     | Fliede                                                     |
| Brücke über Wasserlauf | 105,000 | Fulda                                                      | Fulda                                                      |
| Abzweig geradeaus und von links | | von Würzburg (Schnellfahrstrecke, höhenfrei)               | von Würzburg (Schnellfahrstrecke, höhenfrei)               |
| Abzweig geradeaus und von rechts | 105,655 | von Gersfeld                                               | von Gersfeld                                               |
| Dienststation / Betriebs- oder Güterbahnhof | 106,364 | Fulda Bronnzell (Bft, ehem. Pbf)                           | Fulda Bronnzell (Bft, ehem. Pbf)                           |
| Strecke von links · Abzweig geradeaus und nach rechts | 106,578 | Strecke 3828                                               | Strecke 3828                                               |
| Kreuzung geradeaus oben · Abzweig geradeaus und nach rechts | | nach Fulda (Richtungsbetrieb)                              | nach Fulda (Richtungsbetrieb)                              |
| Strecke nach links · Kreuzung geradeaus unten · Strecke von rechts | | (Überwerfungsbauwerk)                                      | (Überwerfungsbauwerk)                                      |
| Dienststation / Betriebs- oder Güterbahnhof · Dienststation / Betriebs- oder Güterbahnhof | 108,200 | Fulda Gbf (W 123) (Bft)                                    | Fulda Gbf (W 123) (Bft)                                    |
| Strecke · Dienststation / Betriebs- oder Güterbahnhof | 108,861 | Fulda Gbf (Bft)                                            | Fulda Gbf (Bft)                                            |
| Abzweig geradeaus, von links und von rechts · Strecke nach rechts | | von Fulda Bronnzell (Richtungsbetrieb)                     | von Fulda Bronnzell (Richtungsbetrieb)                     |
| Bahnhof | 110,567 | Fulda                                                      | Fulda                                                      |
| Abzweig geradeaus und nach links | | nach Gießen                                                | nach Gießen                                                |
| Abzweig geradeaus und nach rechts | | nach Fulda SFS Nord (Richtungsbetrieb)                     | nach Fulda SFS Nord (Richtungsbetrieb)                     |
| Abzweig geradeaus und von rechts | | von Fulda (Richtungsbetrieb)                               | von Fulda (Richtungsbetrieb)                               |
| Dienststation / Betriebs- oder Güterbahnhof | 112,100 | Fulda SFS Nord (Bft)                                       | Fulda SFS Nord (Bft)                                       |
| Abzweig geradeaus und nach links | | nach Hannover (Schnellfahrstrecke, höhenfrei)              | nach Hannover (Schnellfahrstrecke, höhenfrei)              |
| Dienststation / Betriebs- oder Güterbahnhof | 115,168 | Götzenhof                                                  | Götzenhof                                                  |
| Abzweig geradeaus und ehemals nach rechts | | nach Wüstensachsen                                         | nach Wüstensachsen                                         |
| ehemaliger Haltepunkt / Haltestelle | 117,200 | Steinau (Kr Fulda)                                         | Steinau (Kr Fulda)                                         |
| Dienststation / Betriebs- oder Güterbahnhof | 120,340 | Marbach (Kr Fulda)                                         | Marbach (Kr Fulda)                                         |
| Bahnhof | 127,131 | Hünfeld                                                    | Hünfeld                                                    |
| Abzweig geradeaus und ehemals nach rechts | | nach Wenigentaft-Mansbach                                  | nach Wenigentaft-Mansbach                                  |
| Bahnhof | 131,185 | Burghaun (Kr Hünfeld)                                      | Burghaun (Kr Hünfeld)                                      |
| Tunnel | | Burghauner Tunnel (238 m)                                  | Burghauner Tunnel (238 m)                                  |
| Bahnhof | 140,104 | Haunetal-Neukirchen                                        | Haunetal-Neukirchen                                        |
| Dienststation / Betriebs- oder Güterbahnhof | 148,004 | Oberhaun                                                   | Oberhaun                                                   |
| Kreuzung geradeaus unten (Querstrecke außer Betrieb) | | Wildeck-Hönebach–Langenschwarz (geplant)                   | Wildeck-Hönebach–Langenschwarz (geplant)                   |
| Brücke über Wasserlauf | | Fulda                                                      | Fulda                                                      |
| Abzweig geradeaus und ehemals von rechts | | von Langenschwarz (geplant)                                | von Langenschwarz (geplant)                                |
| Abzweig geradeaus und von links | | von Niederaula                                             | von Niederaula                                             |
| Bahnhof | 153,179 | Bad Hersfeld                                               | Bad Hersfeld                                               |
| Abzweig geradeaus und ehemals nach rechts | | nach Wildeck-Hönebach (geplant)                            | nach Wildeck-Hönebach (geplant)                            |
| Abzweig geradeaus und ehemals nach rechts | | Hersfelder Kreisbahn                                       | Hersfelder Kreisbahn                                       |
| Haltepunkt / Haltestelle | 156,840 | Ludwigsau-Friedlos                                         | Ludwigsau-Friedlos                                         |
| Dienststation / Betriebs- oder Güterbahnhof | 160,115 | Mecklar                                                    | Mecklar                                                    |
| Brücke über Wasserlauf | | Fulda                                                      | Fulda                                                      |
| Blockstelle | 163,477 | Bebra-Blankenheim                                          | Bebra-Blankenheim                                          |
| Abzweig geradeaus und nach links | | nach Bebra Rbf                                             | nach Bebra Rbf                                             |
| Abzweig geradeaus und nach rechts | | nach Faßdorf                                               | nach Faßdorf                                               |
| Blockstelle | 164,245 | Lämmerberg                                                 | Lämmerberg                                                 |
| Abzweig geradeaus und nach links | | nach Bebra Rbf                                             | nach Bebra Rbf                                             |
| Strecke von rechts · Strecke | | von Halle                                                  | von Halle                                                  |
| Strecke · Strecke · Strecke von links | | von Bebra Rbf                                              | von Bebra Rbf                                              |
| Bahnhof · Bahnhof · Dienststation / Betriebs- oder Güterbahnhof | 166,552 | Bebra                                                      | Bebra                                                      |
| Strecke · Dienststation / Betriebs- oder Güterbahnhof · Dienststation / Betriebs- oder Güterbahnhof | 167,400 | Bebra Pbf/Rbf Ül                                           | Bebra Pbf/Rbf Ül                                           |
| Strecke nach links · Kreuzung geradeaus oben · Abzweig quer und nach links | | nach Baunatal-Guntershausen                                | nach Baunatal-Guntershausen                                |
| ehemalige Blockstelle | 170,610 | Bebra Berg (Üst)                                           | Bebra Berg (Üst)                                           |
| ehemalige Blockstelle | 171,620 | Bebra Mitte (Üst)                                          | Bebra Mitte (Üst)                                          |
| | 174,550 | ehem. Braunhäuser Tunnel (293 m, bis 1963)                 | ehem. Braunhäuser Tunnel (293 m, bis 1963)                 |
| ehemaliger Haltepunkt / Haltestelle | 175,500 | Asmushausen                                                | Asmushausen                                                |
| Überleitstelle / Spurwechsel | 177,445 | Bebra Tunnel Üst                                           | Bebra Tunnel Üst                                           |
| Tunnel | | Cornberger Tunnel (719 m)                                  | Cornberger Tunnel (719 m)                                  |
| Dienststation / Betriebs- oder Güterbahnhof | 178,844 | Cornberg (ehem. Pbf)                                       | Cornberg (ehem. Pbf)                                       |
| ehemaliger Haltepunkt / Haltestelle | 182,700 | Berneburg                                                  | Berneburg                                                  |
| Brücke über Wasserlauf | | Sontra                                                     | Sontra                                                     |
| Abzweig geradeaus und von rechts | | vom Gewerbegebiet Sontra-Brodberg                          | vom Gewerbegebiet Sontra-Brodberg                          |
| Bahnhof | 186,665 | Sontra                                                     | Sontra                                                     |
| Brücke über Wasserlauf | | Sontra                                                     | Sontra                                                     |
| Dienststation / Betriebs- oder Güterbahnhof | 193,744 | Hoheneiche (ehem. Pbf)                                     | Hoheneiche (ehem. Pbf)                                     |
| Brücke über Wasserlauf | | Sontra                                                     | Sontra                                                     |
| Brücke über Wasserlauf | | Wehre                                                      | Wehre                                                      |
| | |                                                            |                                                            |
| Bahnhof | 197,070 | Wehretal-Reichensachsen (wieder seit 2003)                 | Wehretal-Reichensachsen (wieder seit 2003)                 |
| | |                                                            |                                                            |
| Strecke von links (außer Betrieb) · Kreuzung geradeaus unten (Querstrecke außer Betrieb) | | von Treysa (Überwerfungsbauwerk)                           | von Treysa (Überwerfungsbauwerk)                           |
| Abzweig ehemals geradeaus und von links · Abzweig geradeaus und nach rechts | 200,760 | Eschwege-Stegmühle (Bft Abzw)                              | Eschwege-Stegmühle (Bft Abzw)                              |
| Dienststation / Betriebs- oder Güterbahnhof · Dienststation / Betriebs- oder Güterbahnhof | 201,563 | Eschwege West (Keilbahnhof, bis 2009 Pbf)                  | Eschwege West (Keilbahnhof, bis 2009 Pbf)                  |
| | |                                                            |                                                            |
| Abzweig quer und nach rechts · Abzweig geradeaus und von rechts | | nach Eschwege Stadt (ehem. Leinefelde, von dort seit 2009) | nach Eschwege Stadt (ehem. Leinefelde, von dort seit 2009) |
| | |                                                            |                                                            |
| Blockstelle | 202,214 | Eschwege-Wehre (Bft Abzw)                                  | Eschwege-Wehre (Bft Abzw)                                  |
| ehemaliger Bahnhof | 205,500 | Albungen                                                   | Albungen                                                   |
| Bahnhof | 212,526 | Bad Sooden-Allendorf                                       | Bad Sooden-Allendorf                                       |
| ehemaliger Bahnhof | 218,300 | Oberrieden                                                 | Oberrieden                                                 |
| Tunnel | | Schürzeberg-Tunnel (173 m)                                 | Schürzeberg-Tunnel (173 m)                                 |
| Brücke über Wasserlauf | | Werra                                                      | Werra                                                      |
| ehemaliger Haltepunkt / Haltestelle | 220,800 | Werleshausen                                               | Werleshausen                                               |
| Überleitstelle / Spurwechsel | 221,500 | Werleshausen Bebenroth (Üst)                               | Werleshausen Bebenroth (Üst)                               |
| Tunnel | | Bebenroth-Tunnel (930 m / 1030 m)                          | Bebenroth-Tunnel (930 m / 1030 m)                          |
| Abzweig geradeaus und ehemals von links | | von Velmeden                                               | von Velmeden                                               |
| Abzweig geradeaus und von links | | von Hann Münden                                            | von Hann Münden                                            |
| Bahnhof | 227,320 | Eichenberg                                                 | 231 m                                                      |
| | |                                                            |                                                            |
| Blockstelle quer · Abzweig geradeaus, nach rechts und von rechts | | Eichenberg Ostkopf (Bft) nach und von Halle                | Eichenberg Ostkopf (Bft) nach und von Halle                |
| | |                                                            |                                                            |
| Blockstelle | 228,420 | Eichenberg Nordkopf (Bft)                                  | Eichenberg Nordkopf (Bft)                                  |
| Grenze | | Landesgrenze Hessen–Niedersachsen                          | Landesgrenze Hessen–Niedersachsen                          |
| Abzweig geradeaus und ehemals von rechts | | von Arenshausen (bis 1884)                                 | von Arenshausen (bis 1884)                                 |
| Bahnhof | 233,441 | Friedland (Han)                                            | Friedland (Han)                                            |
| Dienststation / Betriebs- oder Güterbahnhof | 238,018 | Obernjesa (bis Mai 1990 Pbf)                               | Obernjesa (bis Mai 1990 Pbf)                               |
| Dienststation / Betriebs- oder Güterbahnhof | 242,421 | Rosdorf (ehem. Pbf)                                        | Rosdorf (ehem. Pbf)                                        |
| Strecke von links (außer Betrieb) · Abzweig geradeaus und ehemals nach rechts | | Trasse bis 1922                                            | Trasse bis 1922                                            |
| Strecke (außer Betrieb) · Blockstelle | 244,868 | Grone (Abzw)                                               | Grone (Abzw)                                               |
| Strecke (außer Betrieb) · Strecke · Strecke von links | | Schnellfahrstrecke von Würzburg                            | Schnellfahrstrecke von Würzburg                            |
| Strecke (außer Betrieb) · Abzweig geradeaus und ehemals von links · Kreuzung (Querstrecke außer Betrieb) | | Hannöversche Südbahn von Kassel                            | Hannöversche Südbahn von Kassel                            |
| Brücke über Wasserlauf (Strecke außer Betrieb) · Brücke über Wasserlauf · Brücke über Wasserlauf | | Leine                                                      | Leine                                                      |
| Strecke nach links (außer Betrieb) · Abzweig geradeaus und ehemals von rechts · Strecke | |                                                            |                                                            |
| Strecke von rechts (außer Betrieb) · Strecke · Strecke | | von Duderstadt (Schmalspur)                                | von Duderstadt (Schmalspur)                                |
| Kopfbahnhof Streckenende (Strecke außer Betrieb) · Bahnhof · Bahnhof | 247,705 | Göttingen                                                  | Göttingen                                                  |
| Abzweig geradeaus und nach links · Kreuzung geradeaus unten | | nach Bodenfelde                                            | nach Bodenfelde                                            |
| Strecke · Strecke nach links | | Schnellfahrstrecke nach Hannover                           | Schnellfahrstrecke nach Hannover                           |
| | | nach Hannover (Hannöversche Südbahn)                       |                                                            |
| | |                                                            |                                                            |
| Quellen: | |                                                            |                                                            |

Die Bahnstrecke Frankfurt–Göttingen ist eine zweigleisige und elektrifizierte Bahnstrecke in Hessen und Südniedersachsen. Die Strecke wurde in Bebra beginnend zunächst als kurhessisches Projekt in Richtung Fulda gebaut und ab 1866 als preußisches Projekt nach Hanau und Frankfurt fortgeführt. Später folgte die Verlängerung von Bebra nach Göttingen.
Während der Deutschen Teilung wurde sie Teil einer der wichtigsten deutschen Nord-Süd-Achsen im Schienengüter- und Schienenpersonenfernverkehr, der Nord-Süd-Strecke. Die Strecke hat weiterhin hohe verkehrliche Bedeutung, wird jedoch seit 1991 abschnittsweise durch die Schnellfahrstrecke Hannover–Würzburg entlastet. Weitere Neubaustrecken sind als Teil des Projektes „Aus- und Neubaustrecke Hanau–Würzburg/Fulda–Erfurt“ in Planung.

## Geschichte

### Vorgeschichte
Hanau war Mitte des 19. Jahrhunderts als zweitgrößte Stadt des Kurfürstentums Hessen nur durch die Strecke Frankfurt Ost–Maintal–Hanau der privaten Frankfurt-Hanauer Eisenbahn-Gesellschaft an das Eisenbahnnetz angeschlossen. Ein Anschluss an die Hauptstadt Kassel existierte nur indirekt über die Main-Weser-Bahn, welche die Provinz Oberhessen des Großherzogtums Hessen durchquerte und als Kondominalbahn den drei Anliegerstaaten gehörte. Um Hanau über kurhessisches Gebiet zu erreichen, sollte von der Stadt Bebra aus, die über die Strecke der Friedrich-Wilhelms-Nordbahn-Gesellschaft von Kassel erreicht werden konnte, eine Eisenbahnstrecke über Fulda nach Hanau gebaut werden. Durch einen Beschluss der Kurhessischen Ständeversammlung am 19. März 1863 wurde die Kurhessische Staatsbahn mit dem Bau der Strecke beauftragt.

### Bau
Der erste Abschnitt zwischen Bebra und Hersfeld konnte am 22. Januar 1866 eröffnet werden. Nach der Annexion des Kurstaates durch Preußen aufgrund des Preußisch-Österreichischen Krieges 1866 wurde das Projekt von Preußen übernommen und auch im südlichen Abschnitt mit dem Bau begonnen. Um kurhessisches Staatsgebiet nicht zu verlassen, folgte die Bahn zwischen Hersfeld und Fulda dem Tal der Haune und nicht dem der Fulda, das zum Großherzogtum Hessen gehörte. Dafür wurde eine kurvenreiche Trasse in Kauf genommen. Das Königreich Preußen konnte die Strecke nach Hanau binnen zweier Jahre eröffnen.
Noch 1864 hatte die ehemalige Freie Stadt Frankfurt eine Weiterführung der Strecke nach Frankfurt verhindert und auch die Zustimmung zur Nutzung der Strecke Frankfurt Ost–Hanau–Aschaffenburg der Frankfurt-Hanauer Eisenbahn-Gesellschaft verweigert, obwohl diese über kurhessisches Territorium verlief. Nachdem Preußen im Prager Frieden auch Frankfurt annektiert hatte, konnten die Züge von Bebra nun zum Hanauer Bahnhof in Frankfurt fahren. Da dieser allerdings im Osten Frankfurts und damit weit abseits der Frankfurter Westbahnhöfe und den dort endenden Eisenbahnstrecken lag, wurden die Züge ab 1869 über die Städtische Verbindungsbahn zum Main-Neckar-Bahnhof durchgebunden.

### Weiterführung nach Frankfurt

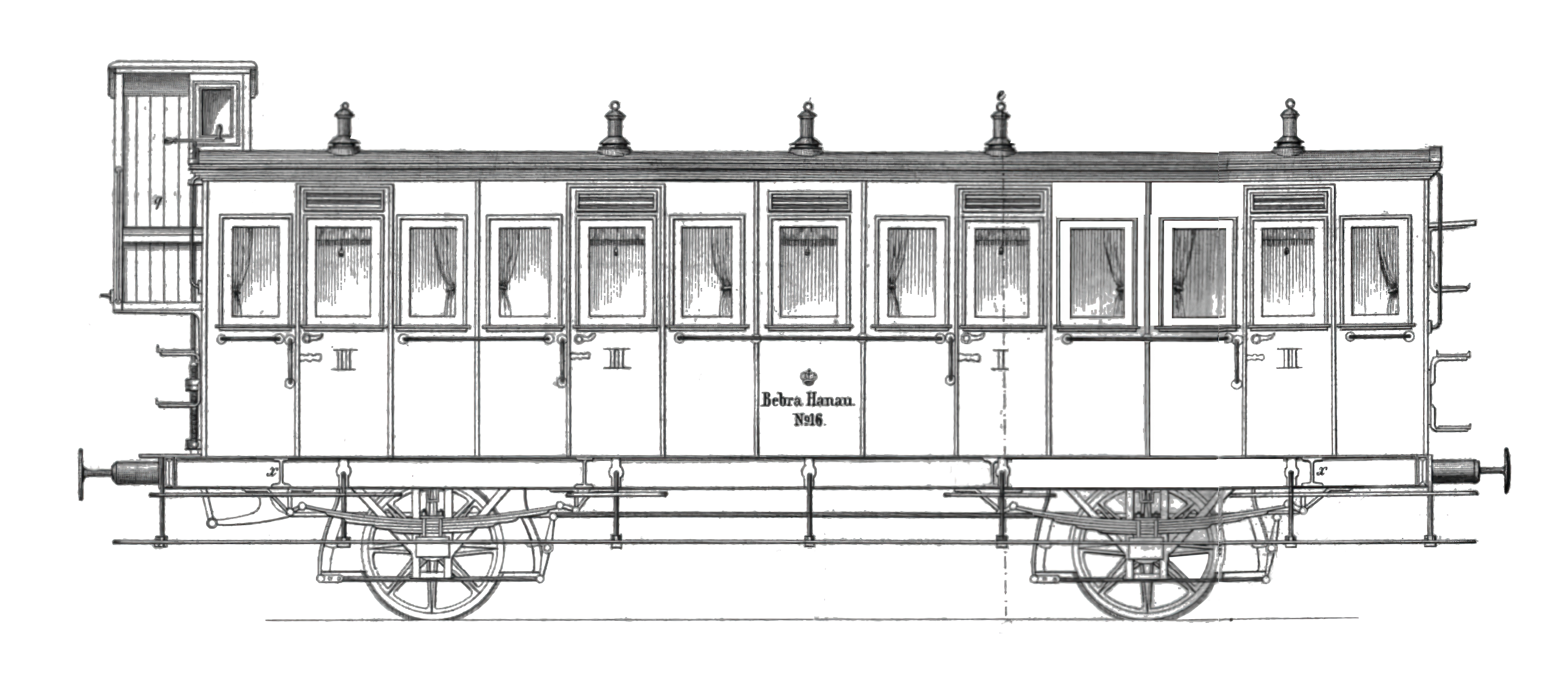
Wagen Nr. 16, 1./2. Klasse, der Bebra-Hanauer Eisenbahn, um 1869

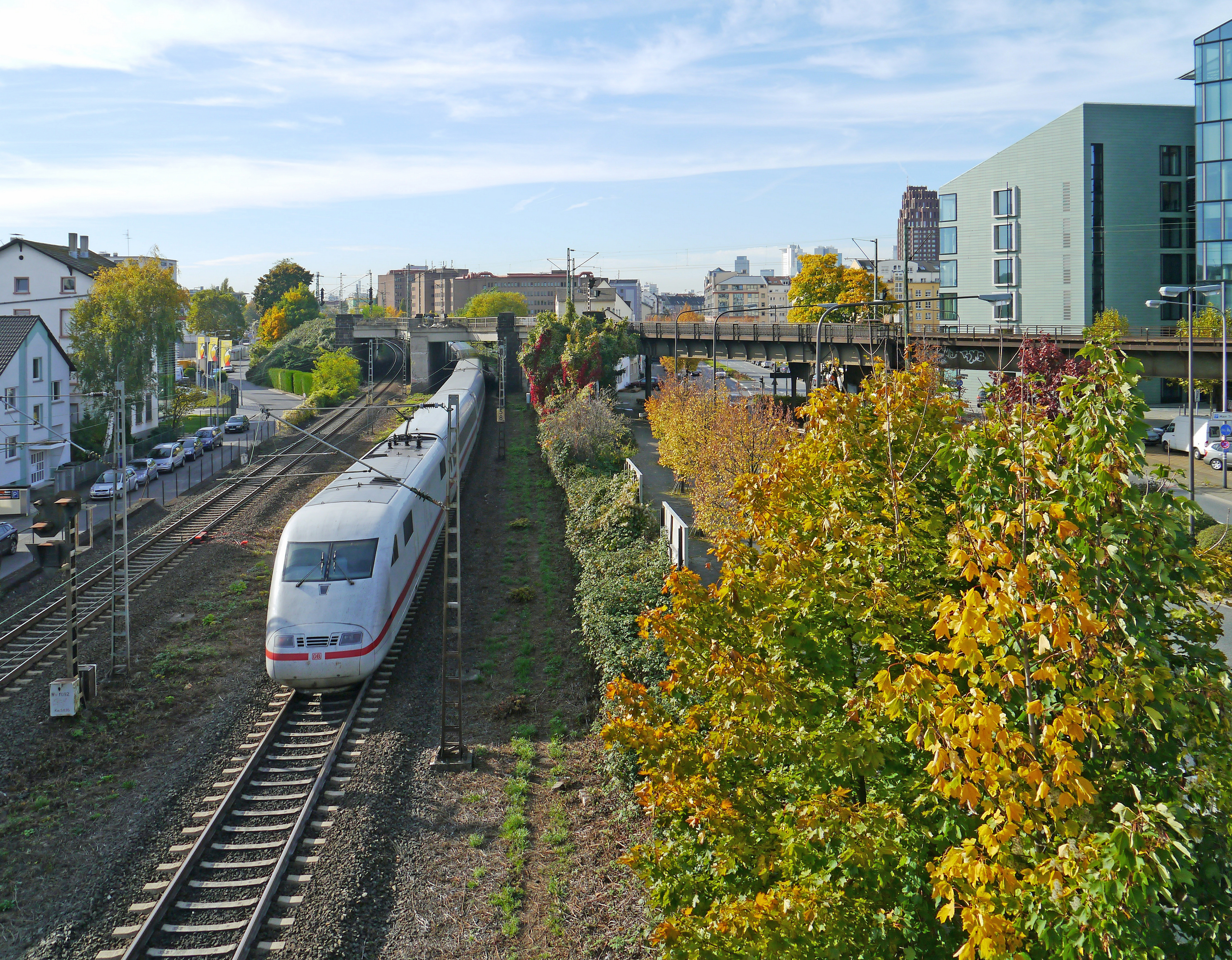
Frankfurt-Sachsenhausen: vorn die südmainische Strecke, rechts die nordmainische Strecke zur Deutschherrnbrücke

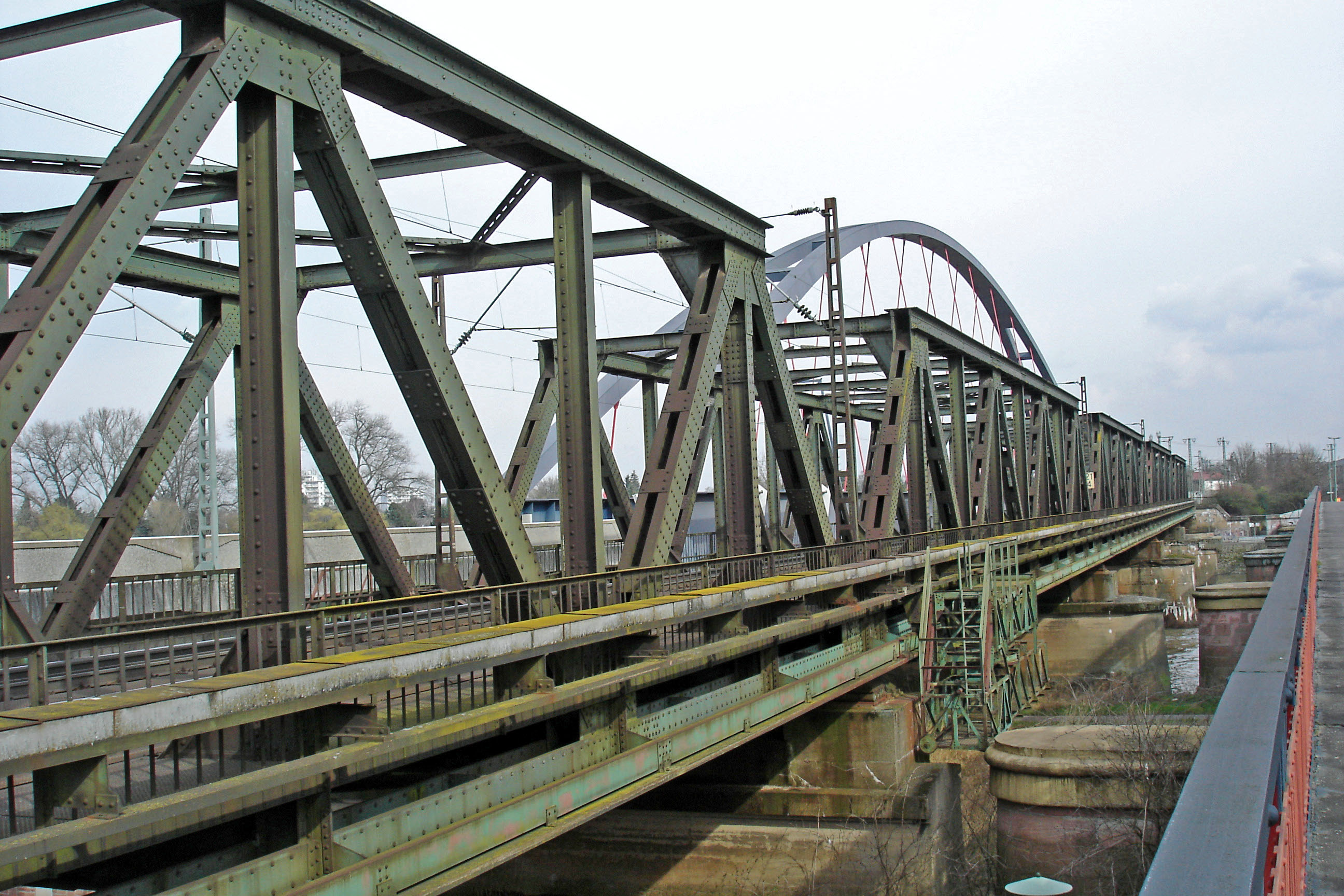
Steinheimer Mainbrücke

Die nordmainische Verbindung über die Strecke der Frankfurt-Hanauer Eisenbahn-Gesellschaft wies mehrere Nachteile auf. Sie bedeutete einen Umweg und umfuhr dabei die Stadt Offenbach am Main, nicht zuletzt war die Kapazität der Städtischen Verbindungsbahn beschränkt. So gab es Pläne für eine südmainische Strecke, die in Offenbach auf die Frankfurt-Offenbacher Lokalbahn treffen sollte. Die Gleisanlagen der Lokalbahn waren allerdings nicht auf die Bedingungen des Eisenbahnfernverkehrs ausgelegt, daher wurde eine neue Fernbahntrasse in Dammlage errichtet, über die die Innenstädte von Sachsenhausen und Offenbach südlich umfahren wurden. Die vorgesehene Trasse verlief durch das Großherzogtum Hessen. Der Bau der Bahnstrecke beruhte in diesem Abschnitt deshalb auf einem Staatsvertrag vom 12. Juni 1868. Dieser Staatsvertrag bestimmte unter anderem in Artikel 21:
- dass „auch alle fahrplanmäßigen Züge, mit denen Personenbeförderung stattfindet, auf dem Bahnhofe für Offenbach halten“ mussten und
- „auf allen Haltestellen für Steinheim und Mühlheim sollen täglich mindestens drei Züge in jeder Richtung zur Vermittlung des Personen-Verkehrs nach und von den übrigen Stationen der Hanau-Frankfurter Eisenbahn und, soweit thunlich, auch von und nach den Anschlußbahnen anhalten.“[10]

In Hanau konnte aufgrund des durch die Mainüberquerung vorgegebenen Zwangspunktes die Strecke nicht durch den damaligen Bahnhof Hanau (heute: Hanau West) geführt werden. Stattdessen wurde etwas weiter südöstlich, an der Stelle, an der die Frankfurt-Bebraer Bahn die Strecke der Frankfurt-Hanauer Eisenbahn-Gesellschaft nach Aschaffenburg kreuzt, der Bahnhof Hanau Ost (heute: Hanau Hbf) errichtet.
Die Eröffnung der neuen Strecke verzögerte sich bis zur Fertigstellung der Steinheimer Mainbrücke. Am 15. November 1873 wurde die Strecke zunächst bis zum Bebraer Bahnhof (heute Frankfurt (Main) Süd) in Sachsenhausen in Betrieb genommen.
Die neue Bahn wurde 1874 der Königlichen Direction der Bebra-Hanauer Bahn unterstellt, die von Kassel nach Frankfurt verlegt wurde und ab 1. April 1874 Königliche Eisenbahn-Direction zu Frankfurt am Main hieß. Am 15. November 1874 wurde die Bezeichnung Bebra-Hanauer Eisenbahn durch Frankfurt-Bebraer Eisenbahn ersetzt.
Es dauerte noch bis zum 1. Dezember 1875, bis von Sachsenhausen der Frankfurter Main-Neckar-Bahnhof erreicht werden konnte.
| 22. Januar 1866   | Bebra–Bad Hersfeld                                                     |
| 1. Oktober 1866   | Bad Hersfeld–Hünfeld–Fulda                                             |
| 1. Mai 1867       | Hanau (Ost)–Wächtersbach                                               |
| 1. Juli 1868      | Fulda–Neuhof                                                           |
| 1. Juli 1868      | Wächtersbach–Steinau (Straße)                                          |
| 15. Dezember 1868 | Neuhof–Steinau (Straße) (einschließlich der Spitzkehre im Bahnhof Elm) |
| 15. November 1873 | Hanau (Ost)–Frankfurt Bebraer Bahnhof                                  |
| 1. Dezember 1875  | Frankfurt Bebraer Bahnhof–Frankfurt Main-Neckar-Bahnhof                |

### Anschluss nach Göttingen
Der Abschnitt von Friedland (Han) nach Göttingen wurde bereits 1867 als Teil einer Verbindungsstrecke von Arenshausen an der Bahnstrecke Halle–Hann. Münden zur Hannöverschen Südbahn eröffnet.
Nach der Annexion von Hannover und Kurhessen wollte die Preußische Staatsbahn die Hannöversche Südbahn und die Strecke der Frankfurt-Bebraer Eisenbahn direkt verbinden. Zusammen mit der gleichzeitig geplanten Bahnstrecke Elm–Gemünden sollte eine Nord-Süd-Achse entstehen. Zudem sollte die ebenfalls geplante, militärisch bedeutsame Kanonenbahn Anschlüsse nach Norden (Hannover–Göttingen) und Süden (Bebra–Hanau) erhalten. Als Anschluss im Norden waren auch Arenshausen und Witzenhausen in der Diskussion, man einigte sich aber auf Friedland und eine Verknüpfung mit der Bahnstrecke Halle–Hann. Münden in Eichenberg. Am 25. März 1872 beschloss der preußische Staat den Bau einer Strecke von Bebra nach Friedland sowie einer Zweigstrecke von Niederhone nach Eschwege.
Am 31. Oktober 1875 wurde der Abschnitt Bebra–Niederhone (heute Eschwege West) sowie von dort aus der erste Abschnitt der späteren Kanonenbahn zum Bahnhof Eschwege eröffnet. Ein Jahr später folgte der Abschnitt Niederhone–Eichenberg–Friedland. Um die Wasserscheiden zwischen Fulda und Werra bei Cornberg und zwischen Werra und Leine bei Eichenberg zu überwinden, waren erhebliche Steigungen und vier Tunnel notwendig; die Strecke wurde kurvenreich.
Die Direktverbindung Friedland–Arenshausen wurde bereits 1884 aufgegeben, es genügte die Verbindung über Eichenberg.

### Entwicklung bis zum Zweiten Weltkrieg
Zum Anschluss an den neuen Frankfurter Centralbahnhof (heute Hauptbahnhof) musste von Sachsenhausen aus eine neue etwa einen Kilometer weiter südwestlich verlaufende Trasse gebaut werden. Dazu wurde die neue Main-Neckar-Brücke ab 1881 erbaut und am 1. August 1885 zunächst nur für den Güterverkehr eröffnet. Nach der Schließung der Frankfurter Westbahnhöfe und Eröffnung des Centralbahnhofs am 18. August 1888 wurde die alte Trasse über die alte Main-Neckar-Brücke (heute Friedensbrücke) aufgegeben.
1908 bis 1910 wurden die Bahnanlagen in Göttingen umgestaltet: die Gleise wurden hochgelegt, ein heute stillgelegter Rangierbahnhof erbaut und die Bahnstrecke Göttingen–Bodenfelde angeschlossen. Dabei erhielt auch die Bahn nach Bebra eine neue Trasse von Göttingen bis Rosdorf westlich des Leineberges. Zuvor trennte sich die Strecke im Bahnhof Göttingen bereits östlich der Leine von der Bahnstrecke Hannover–Kassel und führte nahezu geradlinig nach Süden Richtung Rosdorf, daher auch die „Eisenbahnstraße“ im Leineviertel.

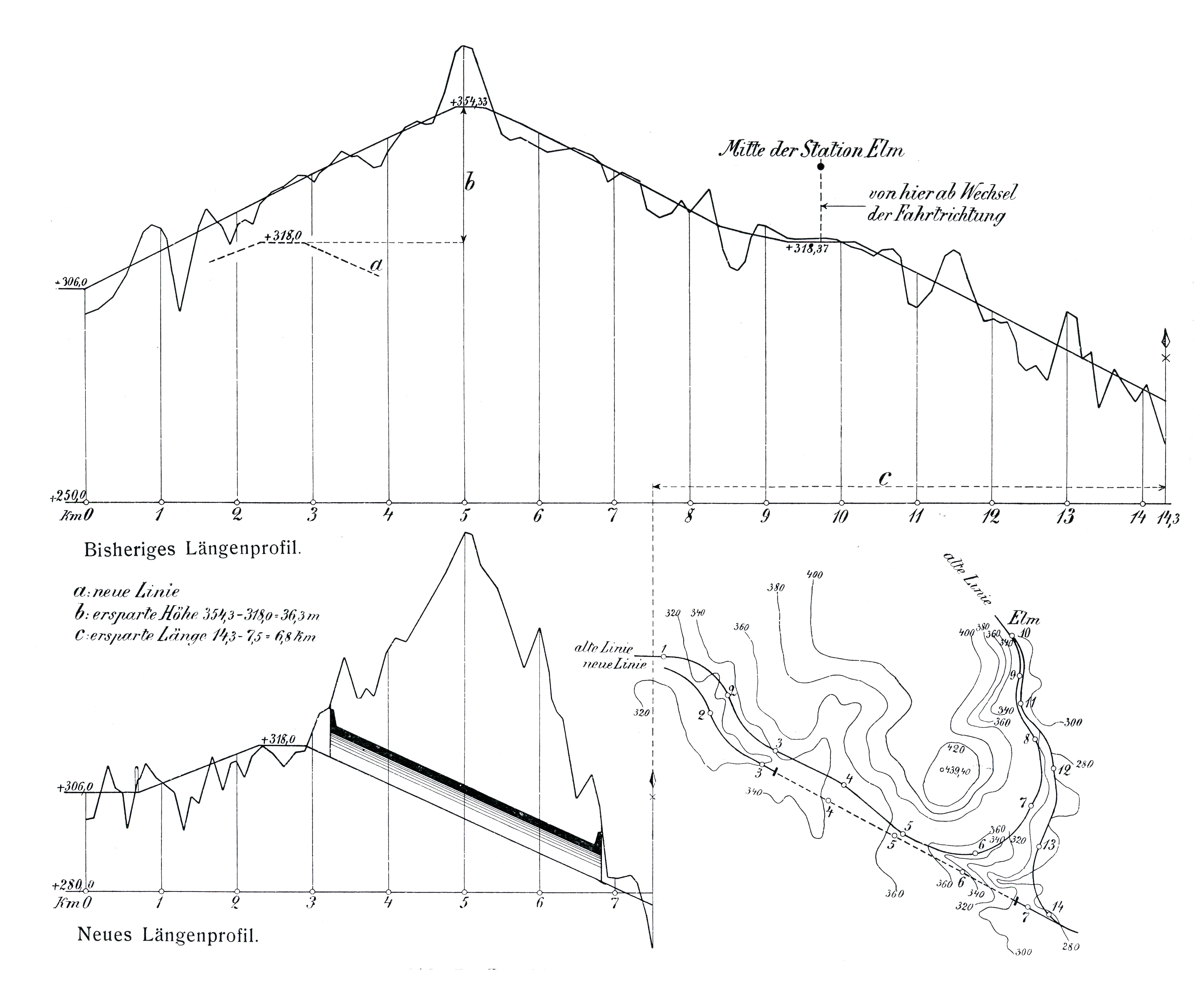
Skizze zum Ersatz der Spitzkehre Elm durch den Schlüchterner Tunnel, 1911

Topografischer Problempunkt war die Überwindung des Landrückens zwischen Flieden und Schlüchtern. Mit den zur Bauzeit der Bahn vorhandenen technischen Mitteln war ein Tunnel von fast 4 km Länge zunächst zu aufwändig und teuer. Stattdessen wurde eine Spitzkehre eingerichtet – mit Elm als Spitzkehrbahnhof. Hier mussten alle durchgehenden Züge die Fahrtrichtung wechseln, was mit zunehmendem Verkehrsaufkommen und dem Anschluss der Fulda-Main-Bahn 1873 in Elm zunehmend unvertretbar wurde. Die Technik zum Bau längerer Tunnel wurde zu Beginn des 20. Jahrhunderts insbesondere durch das nun zur Verfügung stehende Dynamit erheblich verbessert. So begann 1909 der Bau des Schlüchterner Tunnels unter dem Distelrasen, der am 14. Februar 1914 fertig gestellt wurde und am 1. Mai in Betrieb ging.
1914 wurde eine Verbindungskurve südlich von Bebra eröffnet, die Fahrten Frankfurt–Leipzig–Berlin ohne Fahrtrichtungswechsel in Bebra ermöglicht, daher auch der die Bezeichnung „Berliner Kurve“.
Das regionale Verkehrsaufkommen der dünn besiedelten Region nördlich von Fulda war gering. Daran änderten auch die abzweigenden Nebenbahnen wenig. In Bad Hersfeld beginnt seit 1906 die Knüllwaldbahn, von der noch ein Reststück im Güterverkehr betrieben wird. Dort zweigte ebenfalls von 1912 bis 1993 die Hersfelder Kreisbahn ab. In Hünfeld gab es eine Verbindung über Eiterfeld nach Vacha, ab Götzenhof konnte man von 1889 bis 1986 durch die nördliche Rhön nach Hilders fahren.
1939 verkehrten zwischen Göttingen und Bebra vier Schnellzug-Paare, die benachbarte Main-Weser-Bahn Kassel–Frankfurt am Main brachte es auf zwölf.
Im Zweiten Weltkrieg war die strategisch wichtige Strecke Ziel von Luftangriffen der Alliierten, so z. B. am 4. Dezember 1944 bei Schlüchtern und Gelnhausen.

### Deutsche Teilung
Seit 1866 waren Landesgrenzen zwischen Eichenberg und Bebra unbedeutend. Das änderte sich 1945 mit der Aufteilung Deutschlands in Besatzungszonen. Ein etwa vier Kilometer langer Abschnitt bei Werleshausen südlich von Eichenberg führte durch die Sowjetische Besatzungszone. Um diese Lage zu entspannen, wurde 1945 im Wanfrieder Abkommen ein Gebietsaustausch vereinbart:

„Zum Abschluss der erfolgreichen Abmachung, welches das Schicksal der sieben in Frage gestellten Dörfer besiegelte, beschenkten sich General Sexton und General Askalepov gegenseitig mit einer Flasche Whisky und Wodka. Es war diese Begebenheit des Geschenkaustausches von Whisky und Wodka, welche bis zum heutigen Tage die neu errichtete Grenze zwischen den Besatzungszonen, die Whisky–Wodka–Linie, benannte.“

Durch den neuen, spöttisch „Whisky-Wodka-Linie“ genannten Grenzverlauf lag die Strecke durchgehend im Bereich der Westalliierten und somit komplett auf dem Gebiet der späteren Bundesrepublik. Alle von Eichenberg (Bahnstrecke Halle–Hann. Münden) und Eschwege (Kanonenbahn, mehrere Nebenbahnen) ostwärts führenden Strecken wurden von der Grenze unterbrochen.
Bis zum Zweiten Weltkrieg diente sie hauptsächlich dem Verkehr in der Relation Frankfurt–Leipzig. Durch die Deutsche Teilung kam dieser Ost-West-Verkehr zum Erliegen – abgesehen von den Transit- und Interzonenzügen, die nun mit Lok- und Fahrtrichtungswechsel in Bebra verkehrten.
Dadurch verlagerte sich die Hauptverkehrsrichtung nach Nord-Süd, von Hannover und Hamburg nach Frankfurt und auch über die Bahnstrecke Flieden–Gemünden Richtung Bayern. Letztere Achse wurde zu einer wichtigen Verbindung in der Bundesrepublik, die auch als Nord-Süd-Strecke bezeichnet wurde. So fuhren im Sommer 1989 zwischen Göttingen und Bebra 37 Fernzüge pro Tag und Richtung.
Um den Verkehr beherrschen zu können, wurde die Strecke ausgebaut. Schon in den 1950er Jahren wurden leistungsfähigere Stellwerke errichtet, die an den Steigungen vor Cornberg und Eichenberg Gleiswechselbetrieb ermöglichten. Die Inbetriebnahme des einseitigen Gleiswechselbetriebes von Bebra nach Cornberg erfolgte am 17. Oktober 1951.
Am 30. September 1961 wurde die zwischen Hanau und Fulda elektrifizierte Strecke als erster elektrifizierter Abschnitt der Nord-Süd-Strecke feierlich dem Betrieb übergeben. Bei Wächtersbach war zuvor, im September 1961, der 4000. elektrifizierte Kilometer im Netz der Deutschen Bundesbahn gefeiert worden. Insgesamt wurden rund 3000 Fahrleitungsmasten, 250 Kilometer Fahrleitung und dabei auch eine Bahnstromleitung mit mehreren hundert Hochspannungsmasten errichtet, die das Kraftwerk Aschaffenburg mit dem neuen Unterwerk Flieden verband. Neben mehreren Brücken, die zur Herstellung des erforderlichen Lichtraumes neu gebaut wurden, war das poröse Gewölbe des Schlüchterner Tunnels zu sanieren.
Bis 1963 wurden die übrigen Abschnitte elektrifiziert. Um Platz für die Oberleitung zu schaffen, wurde der Braunhäuser Tunnel nach oben geöffnet, in den anderen Tunneln wurden die Gleise tiefer gelegt.
Viele kleinere Bahnhöfe wurden aufgegeben, damit die haltenden Nahverkehrszüge nicht die Intercitys behindern. Dies traf noch 1989 Obernjesa.

### Aus- und Neubau

#### Schnellfahrstrecke Hannover–Würzburg
Bereits in den 1960er Jahren wurde klar, dass die gesamte Nord-Süd-Strecke zu überlastet und zu langsam für attraktiven Fernverkehr ist. Bei Eichenberg lassen die Kurven nur 90 km/h zu, bei Bebra nur 70 km/h. Dies führte zur Planung und zum Bau der Schnellfahrstrecke Hannover–Würzburg, die 1991 den schnellen Fernverkehr in Nord-Süd-Richtung zwischen Göttingen und Fulda übernahm. Auf der alten Route blieben die Güterzüge, der Nachtzugverkehr und der Regionalverkehr.
Im Zuge der Diskussion um die Anbindung Fuldas an die Neubaustrecke Hannover–Würzburg wurde in der ersten Hälfte der 1970er Jahre erwogen, die Neubaustrecke an Fulda vorbeizuführen und nur nördlich und südlich von Fulda Verknüpfungen zur Bestandsstrecke vorzusehen. Später wurde sich stattdessen für eine Trassierung durch Fulda entschieden. In der Bauphase der Neubaustrecke wurde die Einbindung der Strecke in den Knoten Fulda verändert. Beide Strecken verlassen seither im Richtungsbetrieb den Knoten in südlicher Richtung, bevor die Neubaustrecke Richtung Würzburg auf dem Kreuzungsbauwerk Süd die Strecke Richtung Frankfurt überquert. Darüber hinaus wurde das Kreuzungsbauwerk Mitte neu gebaut, welches das östliche Gleis der Strecke von Frankfurt höhenfrei mit dem Hausbahnsteig des Fuldaer Bahnhofs (Gleis 1) verbindet.

#### Ausbauprojekt Hanau–Fulda
Der Ausbau der Strecke war bereits Teil des 1970 vorgelegten Ausbauprogramms für das Netz der Deutschen Bundesbahn. Im Bundesverkehrswegeplan 1973 wurde der Streckenabschnitt Flieden–Frankfurt am Main als einer von acht geplanten Ausbaustrecken im Bereich der Schienenwege geführt. Im 1976 vorgelegten Koordinierten Investitionsprogramm für die Bundesverkehrswege bis zum Jahr 1985 war die Strecke nicht mehr enthalten. Die zur Verfügung stehenden Investitionsmittel sollten damit auf die sechs zu diesem Zeitpunkt begonnenen Aus- und die beiden begonnenen Neubaustrecken konzentriert werden. Auch im Bundesverkehrswegeplan 1980 war das Ausbauprojekt nicht enthalten. Bereits Mitte der 1980er Jahre galt die Strecke als überlastet und die Betriebsqualität abschnittsweise als sehr unbefriedigend.
Mitte 1984 begannen bei der Bundesbahndirektion Frankfurt am Main Untersuchungen für die Fortschreibung des Bundesverkehrswegeplans. Dabei sollte durch ein iteratives Vorgehen Streckenabschnitte identifiziert werden, die mittels kleiner Ausbauschritte und neuen oberbautechnischen Möglichkeiten möglichst große Fahrzeitverkürzungen erlauben sollten. Dabei wurde eine Ausbaugeschwindigkeit von 200 km/h angestrebt. Für die einzelnen Abschnitte der Kinzigtalbahn zeigte die Untersuchung aufgrund wechselhafter Topographien und Siedlungsstrukturen höchst unterschiedliche Aufwendungen. Daraus wurde ein Maßnahmenbündel im Umfang von 460 Millionen DM (Preisstand: 1984) abgeleitet. Auf dem 103 Kilometer langen Abschnitt sollte gegenüber der Fahrzeit eines Intercity von 54 Minuten im Jahr 1985 je nach Zugparametern eine Fahrzeitverkürzung von sechs bis neun Minuten erreicht werden. Die Streckenleistungsfähigkeit sollte um rund fünfzig Züge pro Tag und Richtung gesteigert werden. Eine gemeinsame Untersuchung der Kinzigtal- und der Riedbahn im Auftrag des Bundesverkehrsministeriums ergab einen Nutzen-Kosten-Faktor von 15. Bei einer Gesamtinvestition von 960 Millionen DM (zum Preisstand von 1983) wurde ein jährlicher Beitrag zum Wirtschaftsergebnis der Bundesbahn von 256 Millionen DM pro Jahr erwartet. Auf den Abschnitt zwischen Fulda und Frankfurt entfielen dabei Investitionskosten von 460 Millionen DM. Diese Ergebnisse führten zur Aufnahme in den vordringlichen Bedarf des Bundesverkehrswegeplans 1985. Die Maßnahme sollte so schnell wie möglich realisiert werden und zur Aufnahme des ICE-Verkehrs 1991 in wesentlichen Teilen abgeschlossen werden.
Unmittelbar nach dem Beschluss des Bundesverkehrswegeplans 1985 nahm die Bundesbahn die Planung des Ausbauvorhabens auf. Im Rahmen der 1986 abgeschlossenen Vorplanung war vorgesehen, drei mit 200 km/h Schnellfahrabschnitte mit einer Gesamtlänge von 55 Kilometer zu schaffen: zwischen Hanau-Wolfgang und Gelnhausen-Höchst, nördlich von Wächtersbach sowie zwischen dem Raum Flieden und Fulda. Zwischen dem südlichen und dem mittleren Schnellfahrabschnitt sollte die Strecke mit 170 km/h befahren werden können. Die mit 110 km/h niedrigste Geschwindigkeit im Zielzustand sollte in Hanau-Wolfgang und Schlüchtern erreicht werden. Für das Vorhaben waren größere Linienverbesserungen in Kerzell, Neuhof, Bad Soden-Salmünster und Wirtheim vorgesehen, kleinere Abrückungen in Wächtersbach und Gelnhausen. Fünf Überholgleise sollten neu gebaut und fünf weitere verlängert werden. Daneben sollten sechs neue Stellwerke und vier neue Bahnsteigkanten entstehen. Fünf Stellwerke sowie insgesamt 41 Brücken sollten neu gebaut und die gesamte Strecke mit Linienzugbeeinflussung ausgerüstet werden.
Eine Prüfung der Zentrale der Deutschen Bundesbahn zeigte, dass der vorgegebene Kostenrahmen von 460 Millionen DM um 72 Millionen DM überschritten würde. Die Ausbauziele wurden daher reduziert. Durch die Reduzierung des Ausbauziels im Abschnitt zwischen Bad Soden-Salmünster und Haitz-Höchst von 200 bzw. 170 km/h auf 160 bzw. 150 km/h sollten 65 Millionen DM bei einem entgangenen Fahrzeitgewinn von 0,7 Minuten eingespart werden. Daneben sollte auf ein Überholgleis südlich von Gelnhausen und eine Überleitstelle mit Gesamtkosten von rund 5 Millionen DM verzichtet werden.
Die Planung von 1988 sah vor, den Abschnitt Wolfgang–Gelnhausen bis 1991 dreigleisig und für 200 km/h auszubauen. Eine Verlängerung des dreigleisigen Ausbaus bis Wächtersbach wurde in der Planung berücksichtigt. Der Abschnitt Neuhof–Fulda sollte bis 1994 folgen. Zwischen 1986 und 1989 waren von geschätzten 460 Millionen DM Investitionen 66 Millionen DM verausgabt worden.
Nachdem das Land Hessen am 1. Dezember 1986 ein Raumordnungsverfahren für den dreigleisigen Ausbau Hanau–Gelnhausen und die Linienverbesserungen Kerzell und Neuhof gefordert hatte, war es zu Verzögerungen gekommen. Das bis 1991 angestrebte Ausbauziel war bis Ende 1988 auf einen etwa 12 Kilometer langen Schnellfahrabschnitt zwischen Rodenbach und Hailer-Meerholz reduziert worden. Bis dahin waren alle Raumordnungsverfahren mit Ausnahme des Abschnitts Neuhof abgeschlossen und die Mehrzahl der Planfeststellungsverfahren eingeleitet worden. 1989 wurde das letzte von vier Raumordnungsverfahren, für den Bereich Neuhof, abgeschlossen. Entlang der 103 Kilometer Streckenkilometern waren 65 Einzelmaßnahmen vorgesehen. Ende 1989 waren 13 Baumaßnahmen im Gang.
Der offizielle Ausbaubeginn wurde mit einem symbolischen ersten Rammschlag durch den damaligen hessischen Wirtschafts-Staatssekretär Dieter Posch am 27. September 1989 in Steinau an der Straße begangen. Nach dem Planungsstand von 1989 war noch der rund 25 Kilometer Streckenabschnitt zwischen Hanau-Wolfgang und Gelnhausen-Höchst sowie der rund 15 Kilometer langer Abschnitt zwischen Flieden und dem südlichen Rand Fuldas zum Ausbau für 200 km/h vorgesehen. Im Zuge der Entscheidung über die Zukunft des Schlüchterner Tunnels sollte darüber hinaus eine Verlängerung des nördlichen Schnellfahrabschnitts um weitere 8 Kilometer nach Süden geprüft werden. Entlang der übrigen Strecke sollten weitgehend 120 bis 160 km/h ermöglicht werden. Geschwindigkeitseinbrüche nach Abschluss des Ausbaus waren bei Hanau-Wolfgang (90 km/h) und Schlüchtern (100 km/h) vorgesehen. Einschließlich der Beseitigung von Bahnübergängen waren etwa 120 Einzelmaßnahmen geplant. Nach dem Abschluss der Ausbaumaßnahmen sollte auf rund 37 Streckenkilometern Geschwindigkeiten von 200 km/h gefahren werden können. In Verbindung mit dem Ausbau der Riedbahn sollte die Fahrzeit zwischen Fulda und Mannheim zur ICE-Betriebsaufnahme (1991) zunächst um sieben und bis 1995 um 15 Minuten gegenüber dem Ausgangszustand gesenkt werden.
Die Ausbauarbeiten begannen 1987; der Abschluss war (im Jahr 1991) für 1994 geplant. Als wichtigstes Teilprojekt galt der Neubau des Schlüchterner Tunnels. Die zweite Ausbaustufe sollte ursprünglich bis zur vollständigen Inbetriebnahme der Schnellfahrstrecken Hannover–Würzburg und Mannheim–Stuttgart (1991) abgeschlossen werden. Im Planfeststellungsverfahren, insbesondere bei der Beseitigung der 20 Bahnübergänge, kam es zu Verzögerungen.
1990 war geplant, binnen sechs Jahren 610 Millionen DM zu investieren, davon 150 Millionen DM von Kreuzungspartnern zur Beseitigung von Bahnübergängen. Jeweils die Hälfte der DB-Investitionskosten von 460 Millionen DM sollte der Kapazitätssteigerung und der Leistungssteigerung dienen. Allein für das dritte Gleis zwischen Hanau und Gelnhausen wurden 179 Millionen DM kalkuliert.
Bis Anfang 1991 waren von 25 Planfeststellungsabschnitten vier fertig gestellt, 13 in Bau, fünf im Planfeststellungsverfahren und drei in Planung. Das Gesamtvorhaben sollte Stand 1990 in der zweiten Hälfte der 1990er Jahre fertig gestellt werden.
Zur Aufnahme des fahrplanmäßigen ICE-Betriebes am 2. Juni 1991 wurde der Schnellfahrabschnitt (200 km/h) zwischen Hanau-Wolfgang und Hailer-Meerholz in Betrieb genommen. Außerdem können die Abschnitte Bronnzell–Flieden, Ahl–Wächtersbach und Wirtheim–Niedermittlau seither planmäßig mit 160 km/h befahren werden. Bis Ende 1991 waren von geschätzten 630 Millionen DM insgesamt 281 Millionen DM investiert worden (Preisstand: 1. Januar 1991).
1992 gehörte die Strecke zu den fünf Strecken, die vorrangig mit CIR-ELKE-Hochleistungsblock ausgerüstet werden sollten.
Am 22. Mai 1993 ging das dritte Gleis zwischen Hanau und Hailer-Meerholz (19 Kilometer) in Betrieb. Es ist – ebenso wie die parallelen Streckengleise in diesem Abschnitt – weitgehend für 200 km/h ausgelegt. In den vier Jahre dauernden dreigleisigen Ausbau, verbunden mit der Ertüchtigung der bestehenden Gleise für 200 km/h, wurden insgesamt 230 Millionen D-Mark investiert, davon rund 150 Millionen D-Mark für das dritte Gleis. Insgesamt wurden rund 200.000 Kubikmeter Erdmassen ausgebaut und vorübergehend zwischengelagert. Die Festigkeit des Untergrundes musste teilweise durch Beigaben erhöht werden.

#### S-Bahn-Strecke Frankfurt–Hanau
Vom Bau der Bahnstrecke Frankfurt Schlachthof–Hanau über Offenbach Ende des 20. Jahrhunderts war auch ein Großteil der bestehenden Gleisinfrastruktur betroffen. So werden seitdem die Bahnsteige des Bahnhofs Offenbach (Main) Ost nur noch von der S-Bahn angefahren, die alte Bahnstrecke wurde auf eine neue Trasse nördlich parallel zur alten Trasse verlegt.
Im Falle des ehemaligen Bahnhofs Steinheim (Main) wurde das südlich der Altstrecke liegende Empfangsgebäude abgerissen und es entstand ein Außenbahnsteig auf der nördlichen Seite der neuen S-Bahn-Strecke.
Das Empfangsgebäude des ehemaligen Bahnhofs von Mühlheim am Main von 1873 blieb als Kulturdenkmal erhalten. Der hausnahe Bahnsteig wurde geschlossen; hier fahren heute die Züge der Hauptstrecke ohne Halt durch. Ein Mittelbahnsteig blieb für die hier zweigleisige S-Bahn-Strecke erhalten.

### Nach der deutschen Einheit
1990 wurde die unterbrochene Bahnstrecke Halle–Hann. Münden östlich von Eichenberg wiedereröffnet. 1998 folgte der Bau einer Verbindungskurve nordöstlich von Eichenberg, die direkte Fahrten von Göttingen nach Heiligenstadt ermöglicht. Sie übernimmt damit wieder die Funktion, die die 1884 aufgegebene Bahnstrecke Arenshausen–Friedland hatte.
Am 2. Februar 1995 begann zwischen Hanau und Fulda der planmäßige Einsatz von Doppelstockwagen auf der Strecke, die zur Hälfte von der Deutschen Bahn und zur Hälfte vom Land Hessen (aus Mitteln des Gemeindeverkehrsfinanzierungsgesetzes) finanziert wurden.
Mit der durch die Einrichtung des Gleiswechselbetriebes gegebenen Möglichkeit, Regionalzüge während der Fahrt „fliegend“ überholen zu können, konnten längere Standzeiten in den Bahnhöfen vermieden werden. Die Reisezeit auf der 55 Kilometer langen Relation Wächtersbach–Frankfurt sank um bis zu 18 Minuten.
Ab 2007 wurde der Neue Schlüchterner Tunnel errichtet. Dieser ging im April 2011 zunächst zweigleisig in Betrieb. Die alte Röhre wurde anschließend saniert. Anfang 2014 ging der alte Tunnel wieder (eingleisig) in Betrieb. Die zweite Röhre wurde bis Juni 2014 auf ein Gleis zurückgebaut; seitdem steht je Fahrtrichtung ein Gleis zur Verfügung. Die zulässige Geschwindigkeit in diesem Abschnitt wurde im Rahmen der Sanierung von 110 km/h auf 140 km/h bis 160 km/h angehoben.

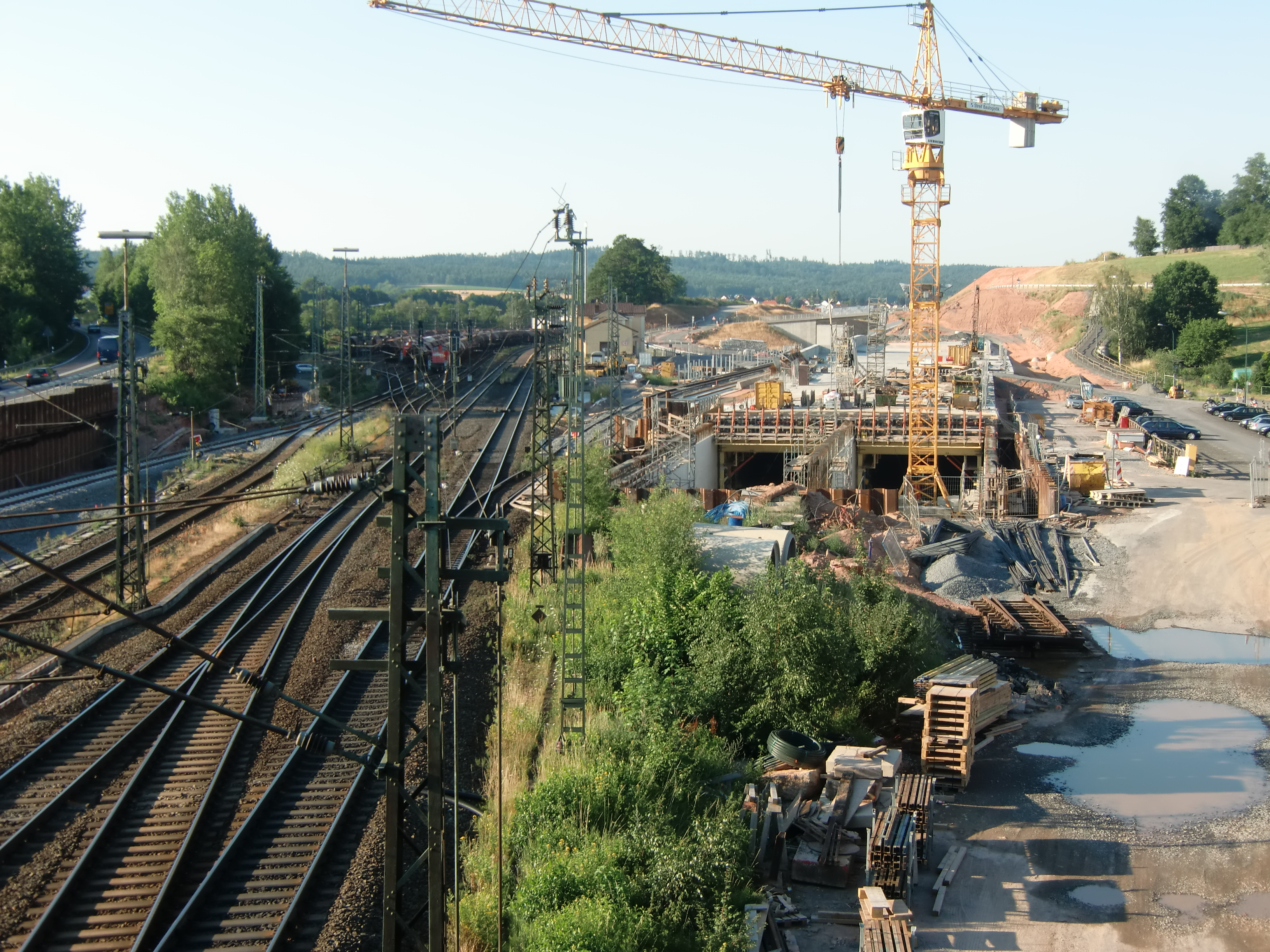
Baustelle der Bundesautobahn 66 im Bereich des Bahnhofs Neuhof (2010)

Im Zuge des Neubaus der Bundesautobahn 66 Neuhof–Eichenzell wurde die Strecke im Bereich von Neuhof auf einem 3,3 Kilometer langen Abschnitt neu trassiert und mit der Autobahn gebündelt. Dabei wurde die zulässige Geschwindigkeit von 130 km/h auf 160 km/h angehoben. Die geplanten Investitionen lagen bei 56 Millionen Euro. Die Inbetriebnahme erfolgte stufenweise bis Ende 2011.

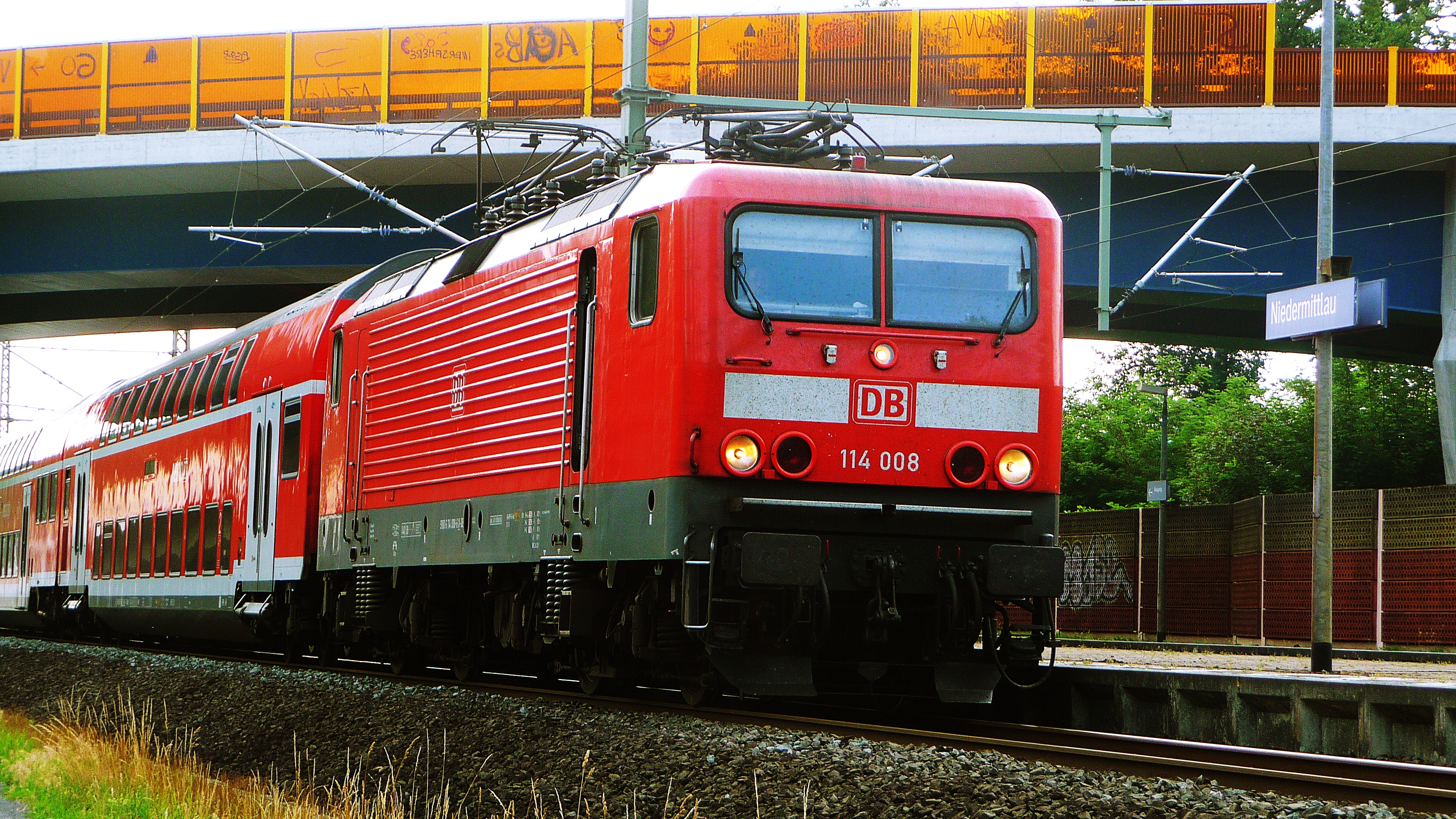
Eine Regionalbahn von Wächtersbach nach Frankfurt (Main) Hbf hält außerplanmäßig auf Gleis 3 des Bahnhofs Niedermittlau. Im Hintergrund ist die Brücke der Umgehungsstraße von Gründau nach Niedermittlau erkennbar.

Neben dem Bebenroth-Tunnel wurde zwischen 2010 und 2013 ein 1030 Meter langer Neubau gebohrt und der bisherige Tunnel saniert. Beide Röhren enthalten seitdem nur noch ein Gleis.
Der Streckenabschnitt Fulda–Bebra wurde als Teil der Achse Fulda–Erfurt für den Einsatz der Wirbelstrombremse (ICE 3) ertüchtigt.
Im Dezember 2015 wurde in Niedermittlau eine Brücke über die Bahnstrecke errichtet, die den bisherigen Bahnübergang ersetzt.
2018 errichtete die DB Netz elektronische Stellwerke (ESTW) in Bad Hersfeld und Haunetal-Neukirchen. Am 25. März 2019 ging das ESTW Haunetal, mit Bedienplatz in Bad Hersfeld, in Betrieb. Es steuert einen rund 25 km langen Abschnitt zwischen Mecklar und Burghaun. Im Juli 2020 genehmigte das Eisenbahn-Bundesamt ein ESTW in Wirtheim. Am 9. April 2021 wurde ein ESTW in Flieden in Betrieb genommen.
Ende Dezember 2019 wurde die Flutbrücke Gelnhausen erneuert, über mehrere Jahre genutzte Hilfsbrücken wurden ausgebaut. Der Bahnhof Gelnhausen konnte damit wieder mit 160 km/h befahren werden. Die Hilfsbrücken waren mit 90 km/h befahrbar.
Die Landesnahverkehrsgesellschaft Niedersachsen und die DB vereinbarten am 28. März 2019 den Ausbau des Bahnhofs Rosdorf wieder zu einem Personenbahnhof.

### Bauprojekt Hanau–Würzburg/Fulda–Erfurt
Nach der Deutschen Wiedervereinigung wurde – bereits vor der Fertigstellung des vorherigen Ausbauprojektes – aufgrund der erwarteten Verkehrszunahme in den frühen 1990er Jahren ein teilweise viergleisiger Ausbau zwischen Hanau und Fulda geprüft. Die Verkehrsprognose zum Bundesverkehrswegeplan 1992 sah auf der Ausbaustrecke 36 Personenfern- und 104 Güterzüge pro Tag und Richtung für das Jahr 2010 vor. Mitte 1994 rechnete die Deutsche Bahn mit 38 Personenfern- und 25 Güterzügen. Die Entmischung von schnellem und langsamem Verkehr (Netz 21) war dabei noch nicht berücksichtigt.
Außerdem gibt es seit 1990er Jahren Überlegungen, eine neue Strecke für den Hochgeschwindigkeitsverkehr zu bauen. Eine diskutierte Lösung stellte die „Mottgers-Spange“ dar, eine Neubaustrecke, die bei Wächtersbach aus der bestehenden Strecke ausgefädelt und bei Mottgers im Sinntal in die Schnellfahrstrecke Hannover–Würzburg eingemündet hätte. Durch die höheren Geschwindigkeiten hätten die Fahrzeiten von Frankfurt nach Fulda sowie nach Würzburg um jeweils etwa zehn Minuten verringert werden können. Außerdem wäre so der wenig befahrene Abschnitt der Schnellfahrstrecke Hannover–Würzburg zwischen Fulda und Würzburg stärker ausgelastet worden. Zwischenzeitlich wurde als Alternative auch über eine „Nordspessart-Variante“ nachgedacht, die faktisch weitestgehend der Mottgers-Spange entsprach.
Eine Raumempfindlichkeitsanalyse von 2002 hatte zwei Lösungsansätze ergeben: Ein viergleisiger Ausbau zwischen Hanau und Gelnhausen mit einer Neubaustrecke ab Gelnhausen („Mottgers-Spange“) sowie ein viergleisiger Aus- und Neubau Hanau–Gelnhausen–Fulda mit einem zusätzlichen Ausbau Hanau–Aschaffenburg–Nantenbach(–Würzburg). Darauf aufbauend hatte die Deutsche Bahn für den Variantenvergleich eine Vorplanung entwickelt und in das Raumordnungsverfahren eingebracht. Der notwendige Umbau des Hauptbahnhofs Hanau wäre nicht Teil des Projektes geworden.
Im Bundesverkehrswegeplan 2030 ist als vordringlicher Bedarf eine Ausbaustrecke Hanau–Gelnhausen und eine Neubaustrecke Gelnhausen–Fulda vorgesehen. Mit mehr als 300 Zügen am Tag im Güter-, Regional- und Fernverkehr ist auch der Abschnitt Fulda–Bebra weitestgehend ausgelastet, weshalb außerdem eine Neubaustrecke für die Relation Fulda–Erfurt Teil der Planungen ist.
Im Januar 2013 gaben die Deutsche Bahn und das Hessische Verkehrsministerium bekannt, die weiteren Planungen aufzunehmen und hierzu in den folgenden Monaten eine Projektinfrastruktur aufzubauen, die die verkehrlichen und betrieblichen Aufgabenstellungen erarbeitet. Die beteiligten Kommunen und Bürger sollten frühzeitig in die Planungen eingebunden werden.

#### Ausbaustrecke Hanau–Gelnhausen
2009 sollte zunächst das dritte Gleis über den Bahnhof Hailer-Meerholz hinaus nach Gelnhausen verlängert und ein viergleisiger Ausbau als Option offen gehalten werden. Um 2014 war ein durchgehender viergleisiger Ausbau zwischen Hanau und Gelnhausen vorgesehen. Das Regierungspräsidium Darmstadt verzichtete auf ein Raumordnungsverfahren. Im Mai 2017 wurde die Vorplanung für den Ausbauabschnitt abgeschlossen. Die Deutsche Bahn plante, 2024 mit dem viergleisigen Ausbau zu beginnen. Baugrundsondierungen wurden durchgeführt. Vor Baubeginn wurden am 13. November die beiden letzten Bahnübergänge in Hailer-Meerholz aufgehoben, die Linienförmige Zugbeeinflussung zwischen Hanau und Hailer-Meerholz außer Betrieb sowie am 21. November 2023 im Bahnhof Gelnhausen ein Elektronisches Stellwerk in Betrieb genommen. Vorgesehen ist, die Gleise für den Fernverkehr innen, die Gleise für den Nahverkehr außen zu führen. Die Entwurfsgeschwindigkeit liegt bei 230 km/h.   Das Vorhaben gliedert sich in sieben Planfeststellungsabschnitte. 2030 soll der Ostabschnitt zwischen Gelnhausen Ost und Langenselbold Ost in Betrieb genommen werden, 2036 der übrige Streckenabschnitt bis Hanau. Der symbolische Baubeginn wurde am 22. April 2024 gefeiert. Insgesamt sollen 1,6 Milliarden Euro investiert werden.

#### Neubaustrecke Gelnhausen–Kalbach

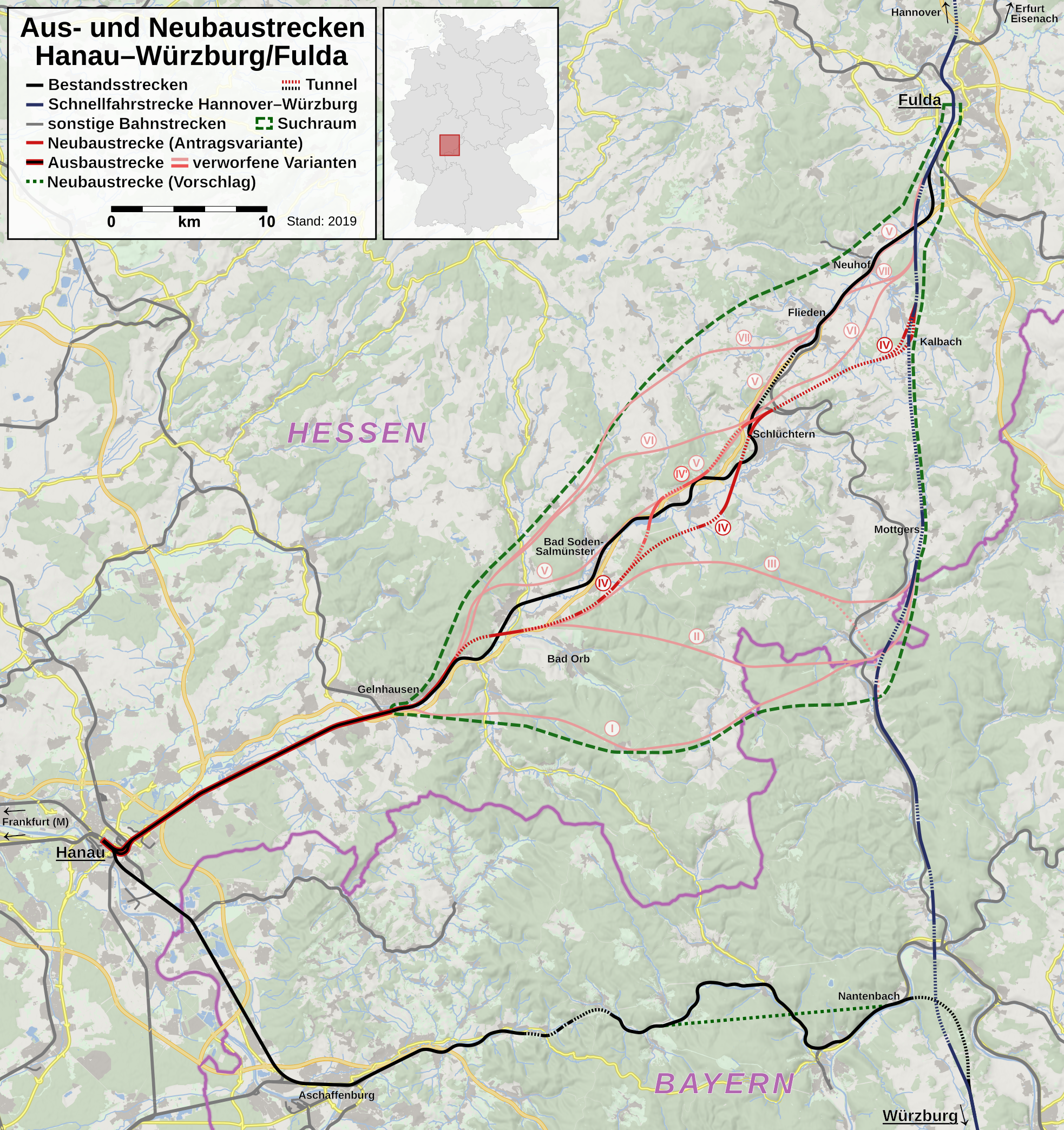
Karte des Bauprojekts Hanau–Würzburg/Fulda mit Varianten der NBS Gelnhausen–Fulda. Die derzeitige Vorzugsvariante ist Variante IV mit Ostumfahrung des Kinzigstausees.

Im Gegensatz zum Projektabschnitt Hanau – Gelnhausen ist für den Projektabschnitt nördlich von Gelnhausen nach Fulda ein Raumordnungsverfahren erforderlich, das mit einer landesplanerischen Beurteilung zur Raumverträglichkeit endet. In das Raumordnungsverfahren wurden von der DB Netz AG neben der Antragsvariante IV auch die Variante VII eingeführt. Parallel zum Raumordnungsverfahren begannen im Juli 2020 Erkundungsbohrungen für den Ausbau der Strecke.
Die durch die Deutsche Bahn als Vorzugsvariante in das anstehende Raumordnungsverfahren eingebrachte Variante IV soll zwischen Gelnhausen und Mittelkalbach weitgehend in Tunnellage entstehen. Geplant ist zwischen Schlüchtern und Mittelkalbach ein 10 km langer Eisenbahntunnel, der den Landrücken nicht auf dem kürzesten Weg von Süd nach Nord (Trassenvariante Variante V) quert, sondern von Schlüchtern kommend, über eine längere Distanz längs von West nach Ost über die Gemarkung Rückers mit der Steinkammer (Naherholungs- und Quellgebiet im Naturpark Rhön) nach Mittelkalbach führt. In Mittelkalbach ist dann die Einfädelung in die Schnellfahrstrecke Hannover–Würzburg geplant und nördlich von Schlüchtern eine Verknüpfung mit der Bestandsstrecke vorgesehen.
Die von der Variante IV stark betroffenen Kommunen Bad Soden-Salmünster, Schlüchtern, Steinau und Kalbach lehnen diese Variante ab.

#### Fulda–Bebra(–Gerstungen)

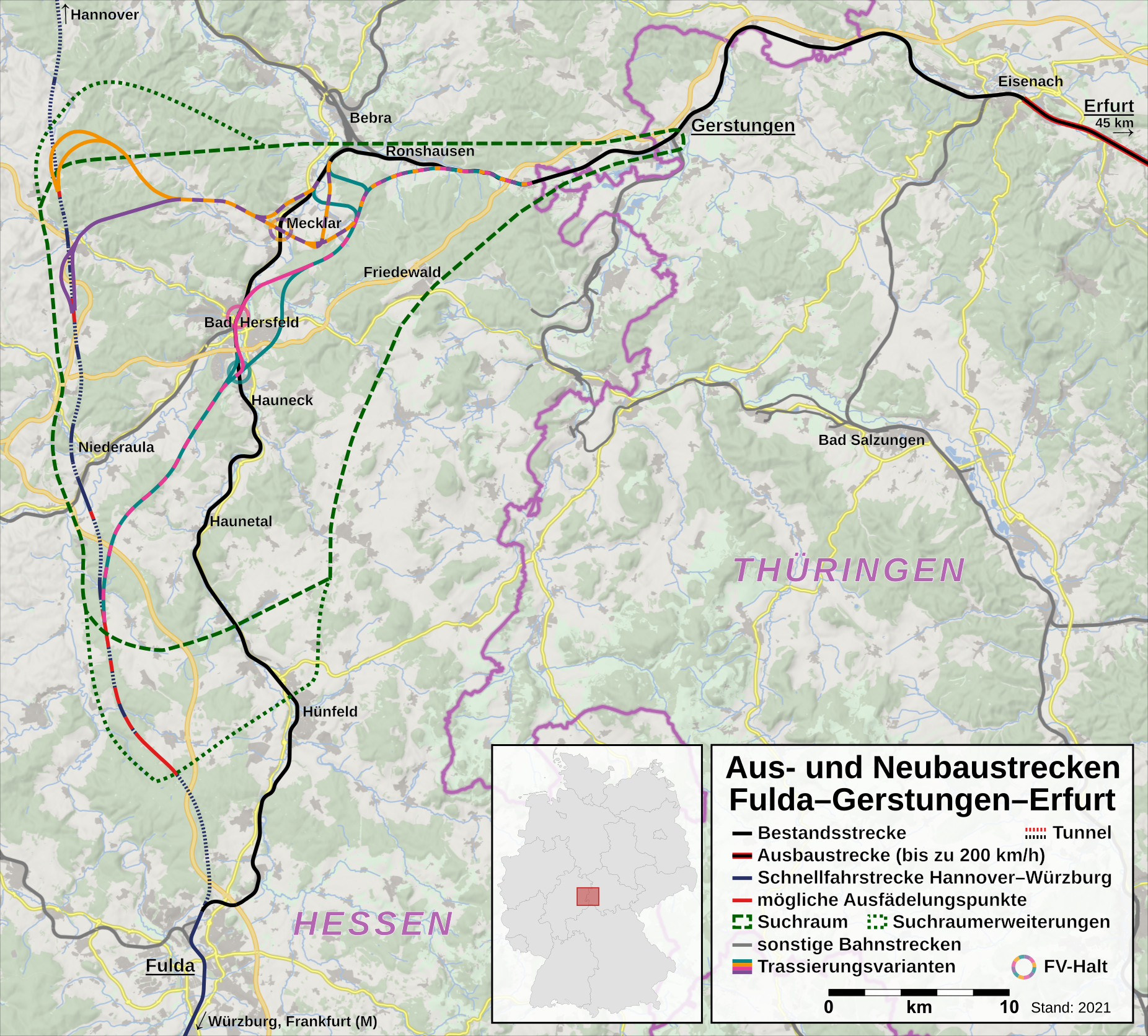
Suchraum des Aus- und Neubauprojekts Fulda–Gerstungen und bestehende Ausbaustrecke Eisenach–Erfurt

Im Rahmen des Planungsverfahrens läuft seit Mitte des Jahrs 2018 die räumliche Planung für den Verlauf einer Entlastungsstrecke, die eine direkte Verbindung von Fulda auf die Strecke nach Erfurt bei Gerstungen ermöglicht.

### Fernbahntunnel und Deutschlandtakt
Der geplante Fernbahntunnel Frankfurt am Main, der in West-Ost-Richtung durch Frankfurt führen soll und durch den für Fernverkehrszüge der Richtungswechsel im Hauptbahnhof entfallen kann, soll möglicherweise bei Offenbach aus der Strecke von Hanau ausfädeln. Der genaue Verlauf des Tunnels steht jedoch noch nicht fest.
Um einen erwarteten Engpass bei der einseitigen südmainischen Anbindung des Fernbahntunnels aufzulösen, ist im dritten Gutachterentwurf des Deutschlandtaktes eine zusätzliche zweigleisige Strecke zwischen Offenbach West und Hanau Nordseite mit bis zu 200 km/h unterstellt. Dafür sind – zum Preisstand von 2015 – Investitionen von 2,1 Milliarden Euro vorgesehen. Bei einer zweiseitigen Ostanbindung des Fernbahntunnels (nord- und südmainisch) sei diese Neubaustrecke hingegen nicht erforderlich.

### Generalsanierung
Im 2. Halbjahr 2027 soll der Streckenabschnitt zwischen Hanau und Fulda im Rahmen einer „Generalsanierung“ für fünf Monate gesperrt werden. In dieser Zeit sollen in den Jahren 2024 bis 2027 geplante Maßnahmen gebündelt umgesetzt werden. Unter anderem sollen 72 km Gleis, 54 Weichen und 127 km Oberleitung erneuert sowie 47 Weichen an zusätzlichen Überleitstellen errichtet werden. Fünf Bestandsstellwerke sollen durch Elektronische Stellwerke ersetzt und der gesamte Streckenabschnitt mit ETCS Level 2 ausgerüstet werden. Im Dezember 2023 schrieb die DB dazu Planungsleistungen aus.

## Verlauf
Die Strecke verläuft von Frankfurt bis Hanau südlich und parallel zum Main, dann am nördlichen Hang des Tals der Kinzig, durchquert den Landrücken und führt von dort aus nach Fulda.
Von Fulda führt die Strecke weiter Richtung Norden nach Bad Hersfeld. Obwohl beide Städte an der Fulda liegen, wurde eine Trasse entlang der Haune gewählt, um kurhessisches Staatsgebiet nicht zu verlassen. Zur Zeit des Streckenbaus gehörte ein Teil des Fuldatals zum Großherzogtum Hessen. Um von Fulda in das Haunetal zu gelangen, musste bei Steinau nordöstlich der Stadt Fulda der Bergrücken zwischen den beiden Flusstälern in einer aufwändigen Trassierung mit fünfzig Metern verlorener Steigung überwunden werden. Bei Burghaun wurde aufgrund einer Talenge der Burghauner Tunnel östlich der Haune gebaut. Von Bad Hersfeld aus, wo die Haune in die Fulda mündet, führt die Strecke wieder durch das Fuldatal nach Bebra.
Die Strecke verlässt den Bahnhof Bebra in einer Kehrschleife und führt nach Nordosten ins Solztal und weiter in ein Seitental bis nach Braunhausen. Von dort wurde das Tal der Bebra ursprünglich durch den Braunhäuser Tunnel erreicht, der 1962 geschlitzt wurde. Der Bebra folgt die Strecke bis zum Cornberger Tunnel, durch den der Geländerücken zwischen der Bebra und dem Cornberger Wasser – zugleich die Wasserscheide zwischen Fulda und Werra – unterquert wird. Entlang des Cornberger Wassers, der Sontra und der Wehre führt die Strecke hinab bis nach Eschwege-Niederhone, wo das Tal der Werra erreicht wird. Durch dieses führt die Strecke weiter nach Norden, wobei eine Schleife der Werra durch den Schürzeberg-Tunnel abgekürzt wird. Bei Werleshausen trennt sich die Strecke von der Werra und führt durch den Bebenrothtunnel nach Eichenberg. Von dort fällt die Strecke bis ins Tal der Leine ab, dem sie bis nach Göttingen folgt.

## Zugbeeinflussung
Ein 16 Kilometer langer Abschnitt zwischen Hanau und Gelnhausen (Streckenkilometer 24,8–40,3) ist mit Linienzugbeeinflussung ausgerüstet, dreigleisig ausgebaut und mit bis zu 200 km/h befahrbar. Im übrigen Bereich ist die Strecke zweigleisig und mit bis zu 160 km/h befahrbar.
Zwischen Frankfurt Hbf und Hanau Hbf sowie zwischen Haitz-Höchst und Flieden ist die Strecke zudem mit ZUB 262 ausgestattet, da es im Bereich von Wirtheim, Wächtersbach sowie zwischen Bad Soden-Salmünster und Flieden Bögen gibt, die zum Teil mit nur maximal 130 km/h (zwischen Bad Soden-Salmünster und Schlüchtern sogar nur mit 110 km/h) befahren werden können. Mit der Einführung des ICE T auf der Linie 50 sollte damit die Fahrzeit reduziert werden. Das bogenschnelle Fahren (Neigetechnik) wurde nach technischen Problemen an den Fahrzeugen mehrere Jahre lang nicht genutzt. Ab Ende 2022 sollen sämtliche Züge der Linie 50 wieder GNT-fähig sein, die Fahrzeitgewinne der Neigetechnik dienen allerdings nur dem Verspätungsabbau und werden nicht im Regelfahrplan vorgesehen.

## Verkehr
Insgesamt verkehrten im Jahr 1993 täglich rund 300 Züge im Streckenabschnitt zwischen Gelnhausen und Hanau. Um 2006 verkehrten im Abschnitt zwischen Flieden und Fulda täglich rund 175 Züge pro Richtung. Davon entfielen 23 Prozent auf den Personenfernverkehr, 18 Prozent auf den Personennahverkehr sowie 59 Prozent auf den Güterverkehr. Im Personenverkehr verkehrten in der Spitzenlast bis zu 9 Züge pro Stunde und Richtung (5 Fernverkehrs-, 4 Nahverkehrszüge).
Auch im Jahr 2015 befuhren täglich 250 bis 300 Züge die Strecke.
Der Streckenabschnitt zwischen Hailer-Meerholz und Fulda wurde am 30. September 2008 zum überlasteten Schienenweg erklärt. Seit 2011 werden Güterzüge möglichst auf andere Routen umgelegt. Ab Dezember 2019 sollten zwischen 6 und 22 Uhr keine zusätzlichen, über das Linienkonzept des Netzfahrplans 2018 hinausgehenden Fahrplantrassen des Personenverkehrs mehr angenommen werden. Zwei entlastende Infrastrukturmaßnahmen sollten 2020 und 2021 umgesetzt werden, die ausschließlich die Betriebsqualität verbessern sollten. 2021 wurde ein aktualisierter Plan zur Erhöhung der Schienenwegkapazität für den Abschnitt vorgelegt.
Zwischen Hanau und Flieden verkehren etwa 60 Güterzüge je Tag und Richtung, zwischen Flieden und Fulda sind es etwa 110 (Stand: 2015). Der Großteil des Güterverkehrs verkehrt aufgrund der Überlastung, zeitlich vom Personenverkehr getrennt, nachts zwischen 22 und 6 Uhr.
Die Verkehrsnachfrage auf der Strecke soll bis 2025 im Fernverkehr um 25 Prozent steigen, im Güterverkehr um 53 Prozent (Stand: 2017).

### Fernverkehr
Die Strecke ist zwischen Frankfurt und Fulda mit neun mindestens im Zweistundentakt verkehrenden ICE-Linien die am meisten von Intercity-Express-Zügen befahrene Strecke in Deutschland.
Durch den Fall der innerdeutschen Grenze 1989 und die Eröffnung der Schnellfahrstrecke Hannover–Würzburg 1991 änderte sich die Situation wieder. Mit der Eröffnung verlor die Verbindung Fulda–Göttingen die InterCity-Züge, die zwischen Hannover und Frankfurt bzw. Würzburg verkehrten. Der Ost-West-Fernverkehr wurde dagegen weiterhin auf der Bestandsstrecke abgewickelt und nahm zu. Er wird seit 1992 im 120-Minuten-Takt mit Intercity und zusätzlich seit 2000 im 120-Minuten-Takt mit ICE auf der Linie Dresden–Leipzig–Erfurt–Eisenach–Frankfurt und einzelnen Intercity als Verstärkerzügen gefahren. Seit dem Fahrplanwechsel 2017/2018 und der vollständigen Inbetriebnahme der Neubaustrecke Erfurt–Leipzig/Halle verkehrt außerdem die ICE-Linie 11 von München über Stuttgart, Mannheim, Frankfurt, Fulda, Erfurt und Leipzig nach Berlin. Weiterhin gibt es auf der Strecke Nachtzugverkehr durch die NightJet-Züge der ÖBB und den Nachtzug Paris–Moskau.
| Linie  | Linienverlauf | Takt    |
| ------ | --- | ------- |
| ICE 11 | Berlin – Leipzig – Erfurt – Fulda – Frankfurt – Mannheim – Stuttgart – München                                                                             | 120 min |
| ICE 12 | Berlin – Braunschweig – Kassel-Wilhelmshöhe – Fulda – Hanau – Frankfurt – Mannheim – Karlsruhe – Basel SBB (– Interlaken Ost)                              | 120 min |
| ICE 13 | Berlin – Braunschweig – Kassel-Wilhelmshöhe – Fulda – Frankfurt Süd – Frankfurt Flughafen                                                                  | 120 min |
| ICE 15 | (Binz – Stralsund –) Berlin – Halle – Erfurt – Frankfurt (– Darmstadt – Stuttgart)                                                                         | 120 min |
| ICE 20 | (Kiel –) Hamburg – Kassel-Wilhelmshöhe – Frankfurt – Mannheim – Karlsruhe – Basel SBB (– Zürich – Chur)                                                    | 120 min |
| ICE 22 | (Kiel –) Hamburg – Kassel-Wilhelmshöhe – Frankfurt – Frankfurt Flughafen – Stuttgart                                                                       | 120 min |
| ICE 41 | (Dortmund –) Essen – Duisburg – Köln Messe/Deutz – Frankfurt Flughafen – Frankfurt – Würzburg – Nürnberg – München (– Garmisch-Partenkirchen)              | 060 min |
| ICE 50 | Dresden – Leipzig – Erfurt – Bad Hersfeld – Fulda – Frankfurt – Frankfurt Flughafen – Wiesbaden (bzw. Darmstadt – Mannheim – Kaiserslautern – Saarbrücken) | 120 min |
| ICE 91 | (Dortmund – Duisburg/Wuppertal – Köln – Koblenz – Frankfurt Flughafen –) Frankfurt – Hanau – Nürnberg – Passau – Wien Westbf                               | 120 min |

### Regionalverkehr

#### Frankfurt–Hanau–Fulda
Es verkehren drei Regional-Express-Linien und eine Regionalbahn-Linie. Die Züge der S-Bahn Rhein-Main nutzen die größtenteils parallel verlaufende Bahnstrecke Frankfurt Schlachthof–Hanau. Im Schienenpersonennahverkehr verkehren die folgenden Züge:
| Linie | Linienverlauf                                                                                      | Takt    |
| ----- | -------------------------------------------------------------------------------------------------- | ------- |
| RE 50 | Frankfurt – Frankfurt Süd – Offenbach – Hanau – Wächtersbach – Schlüchtern – Fulda                 | 060 min |
| RB 51 | Frankfurt – Frankfurt Süd – Offenbach – Hanau – Gelnhausen – Wächtersbach (– Bad Soden-Salmünster) | 060 min |
| RE 55 | Frankfurt – Frankfurt Süd – Offenbach – Hanau – Aschaffenburg – Würzburg (– Nürnberg)              | 120 min |
| RE 85 | Frankfurt – Frankfurt Süd – Offenbach – Hanau – Groß-Umstadt Wiebelsbach – Erbach                  | 120 min |

Der Verkehrsvertrag für die Linien RE50, RE5 und RB51 lief ursprünglich von Dezember 2012 bis Dezember 2024 und wurde um ein Jahr bis Dezember 2025 verlängert. Betreiber ist DB Regio.
Die meisten Züge der Linien RE50 und RB51 bestehen aus einer Lok der Baureihe 114 mit 5 Doppelstockwagen und einem Doppelstocksteuerwagen. Mehrmals täglich fahren auch Verstärkerzüge mit einer Baureihe 114 und 3 Doppelstockwagen sowie einem Doppelstocksteuerwagen. Im Pendlerverkehr werden auch drei Traktionen aus BR 114 + 2–3 Doppelstockwagen + 1 Doppelstocksteuerwagen + 5 Doppelstockwagen + Baureihe 114 eingesetzt.
Seit 2021 waren auch Bombardier-Traxx-Loks auf der Strecke zu sehen. Die Deutsche Bahn testete mit ihnen Lokomotiven, die schneller beschleunigen können und deren Auswirkung auf die Pünktlichkeit, da die Strecke sehr anfällig für Verspätungen ist. Ab Dezember 2021 sollten daher von MRCE neun Siemens-Vectron-Loks angemietet werden.
Ein neuer Verkehrsvertrag für den Regionalverkehr zwischen Frankfurt und Fulda wurde im Juli 2021 ausgeschrieben und 2022 an die DB Regio AG vergeben. Der Vertrag läuft vom 14. Dezember 2025 bis zum 8. Dezember 2040 und soll 3,2 Millionen Zugkilometer pro Jahr umfassen. Eingesetzt werden sollen Neufahrzeuge des Typs Alstom Coradia Max, die mit kostenlosem WLAN und Steckdosen ausgerüstet werden. Die Fahrzeit zwischen Frankfurt und Fulda soll um 8 Minuten verkürzt werden.

#### Fulda–Bebra
Der Nahverkehr wird seit dem 10. Dezember 2006 von der cantus Verkehrsgesellschaft betrieben. Die Linie RB5 des Nordhessischen Verkehrsverbundes (NVV) fährt stündlich zwischen Fulda und Kassel. Daneben verkehrt seit dem 13. Dezember 2020 – ebenfalls im Stundentakt – die Linie RE5 zwischen Bad Hersfeld und Kassel. Einzelne Regional-Express-Zugpaare der DB Regio fahren im Berufsverkehr von Bebra nach Frankfurt und zurück unter der Linienbezeichnung „RE5“ oder „RE50“.

#### Bebra–Göttingen
Im Personenverkehr fährt stündlich die cantus Verkehrsgesellschaft mit Triebwagen vom Typ Stadler Flirt zwischen Göttingen, Eschwege und Bebra als Linie RB 87 des NVV.
Der Nordhessische Verkehrsverbund hat zum Fahrplanwechsel am 13. Dezember 2009 die Strecke zwischen Eschwege West und Eschwege Stadt als eigene Eisenbahninfrastruktur wieder in Betrieb genommen und modernisiert. Dabei wurde nördlich und südlich des Bahnhofs Eschwege West je eine Verbindungskurve zur Trasse der ehemaligen Kanonenbahn hergestellt. Dadurch wird der Bahnhof Eschwege West umfahren; er hat somit keinen planmäßigen Personenverkehr mehr. Der Haltepunkt Eschwege-Niederhone wurde neu eingerichtet.

## Unfälle
- Am 14. November 1884 fuhr in der nordöstlichen Einfahrt des Bahnhofs Hanau Ost (heute: Hanau Hauptbahnhof) ein Personenzug auf einen Güterzug auf und ein dritter Zug in die Trümmer hinein. 22 Menschen starben. → Hauptartikel: Eisenbahnunfall von Hanau 1884
- Am 8. November 1900 fuhr beim Eisenbahnunfall von Mühlheim am Main 1900 in dichtem Nebel ein Personenzug auf einen Schnellzug zwischen den Bahnhöfen Mühlheim am Main und Offenbach am Main auf. 12 Menschen starben, 4 wurden darüber hinaus verletzt. → Hauptartikel: Eisenbahnunfall von Mühlheim am Main 1900
- 1929 entgleiste im Bahnhof Kerzell der Fernschnellzug Basel–Berlin, wobei die führende Dampflokomotive 01 005 umstürzte. Eine Reisende wurde schwer verletzt.[86]
- Am 27. April 1954 fuhr ein Nahverkehrszug dem Skandinavien-Express bei dessen Einfahrt in den Hanauer Hauptbahnhof in die Flanke. Vier Menschen starben, 97 weitere wurden verletzt. → Hauptartikel: Eisenbahnunfall von Hanau 1954
- Am 28. Juli 1971 entgleiste im Bahnhof Mecklar der Rom-Kopenhagen-Express bei einer Geschwindigkeit von 105 km/h, weil eine Weiche unter dem fahrenden Zug umsprang. Von den 175 Reisenden wurden 25 verletzt, vier davon schwer.[87]
- Am 13. April 2012 fuhr östlich des S-Bahn-Haltepunktes Mühlheim (Main)-Dietesheim – hier läuft die S-Bahn-Strecke eingleisig parallel zur Stammstrecke – eine RB auf ein Zweiwegefahrzeug auf, das hier aufgrund einer Verwechslung auf die Fernbahn-Gleise aufgegleist worden war. Der Triebfahrzeugführer der Regionalbahn und zwei Männer auf dem Baufahrzeug starben.[88][89][90][91]